# Biserica de lemn din Ceișoara

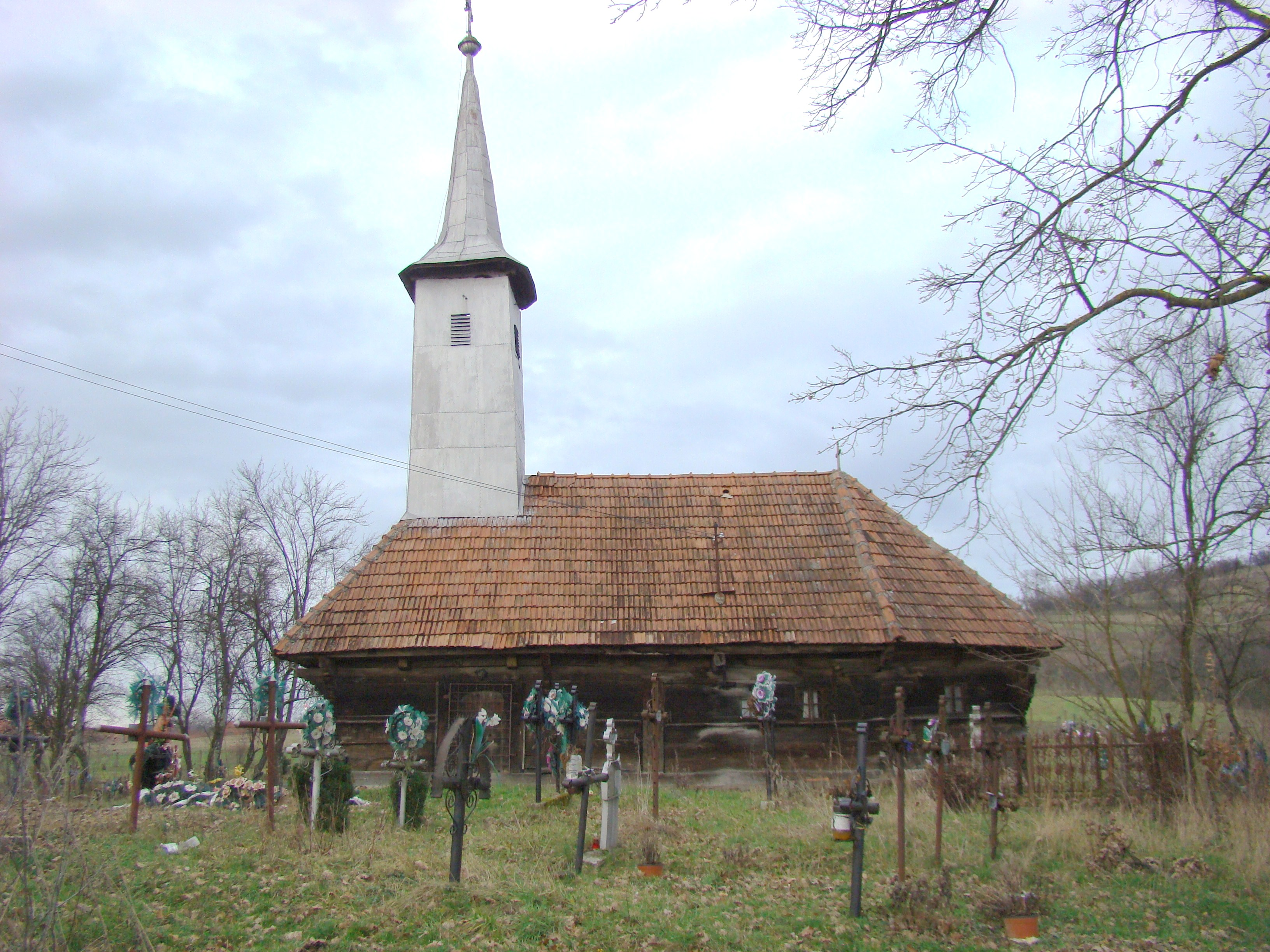
Biserica de lemn „Sfinții Arhangheli” din Ceișoara, comuna Ceica, județul Bihor, foto: ianuarie 2010.

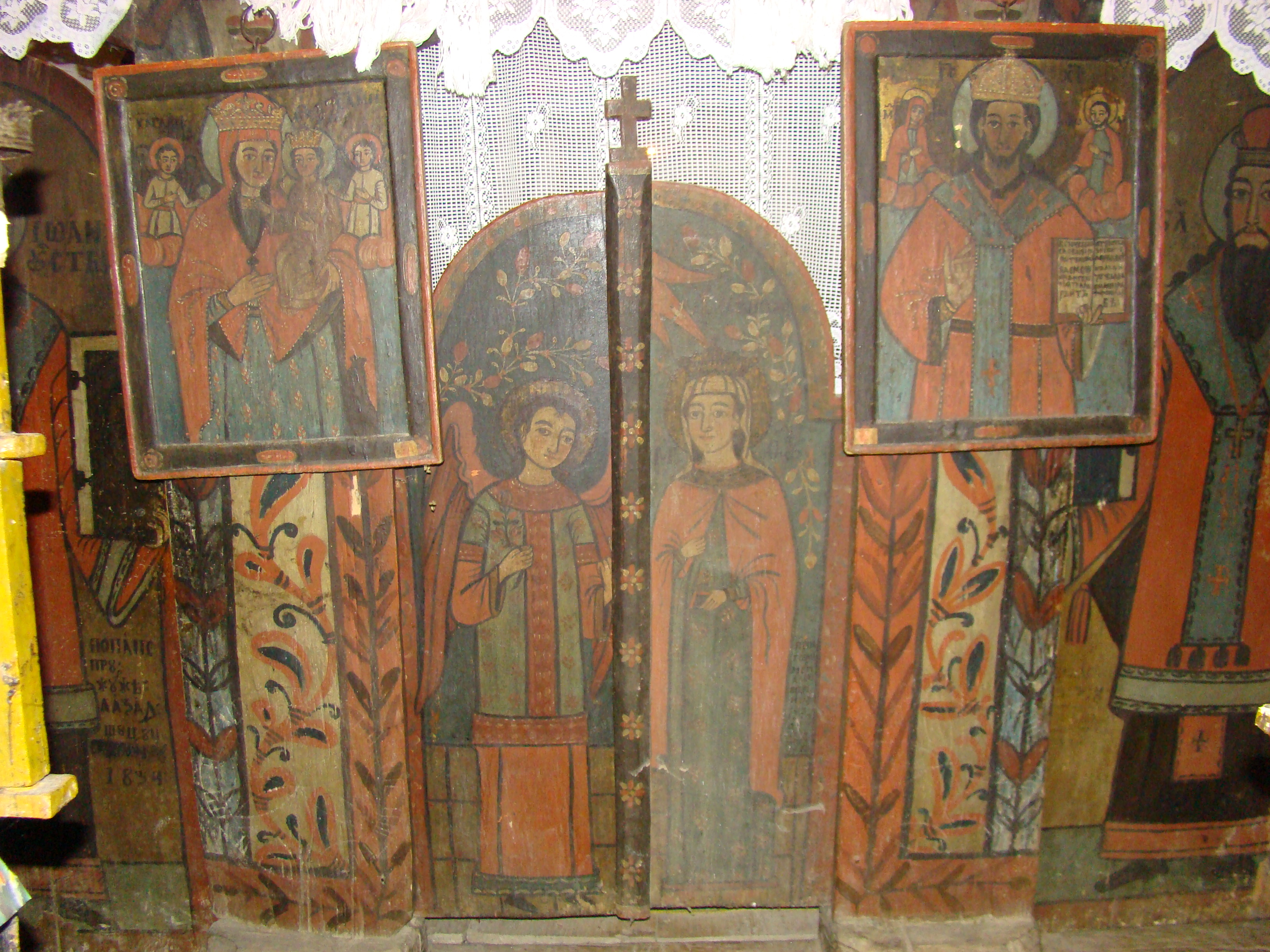
Uși și icoane împărătești

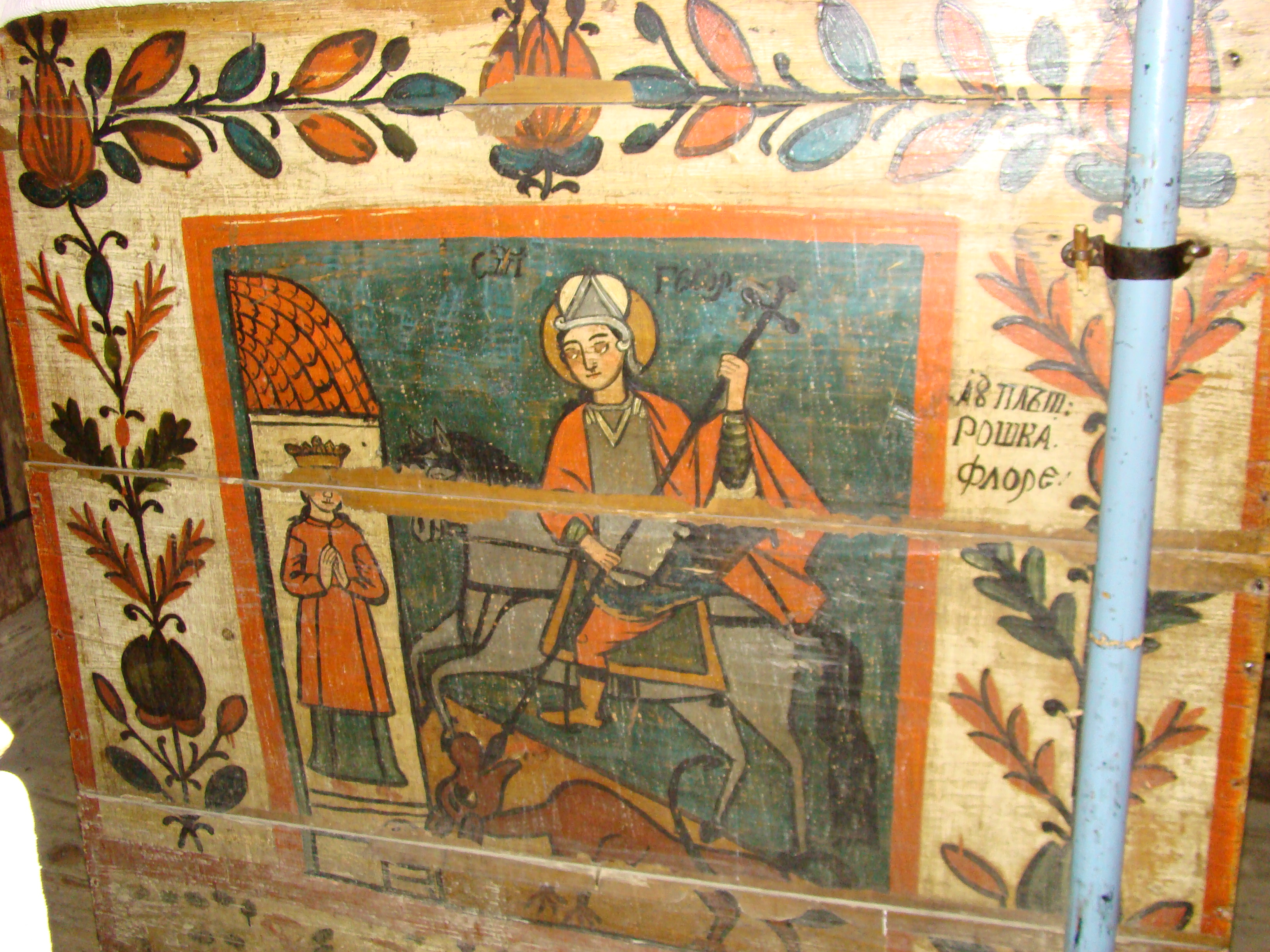
Strană de lemn pictată

Biserica de lemn din Ceișoara, comuna Ceica, județul Bihor, datează din secolul XVIII (1734). Are hramul „Sfinții Arhangheli Mihail și Gavril”. Biserica se află pe noua listă a monumentelor istorice sub codul LMI:  BH-II-m-B-01128.

## Istoric și trăsături
Biserica de lemn „Sf. Arhangheli Mihail și Gavril" din Ceișoara a fost construită în anul 1734 și renovată în 1834, când a fost și repictată. Pomelnicul din absidă spune că biserica s-a zugrăvit cu cheltuiala lui Iosif Popa și soției sale Maria. Nu există însă nici o inscripție cu numele zugravilor sau meșterilor lemnari. În anul 1936 biserica a primit învelitoare de țiglă la navă și de tablă la turn. Nava, lungă doar de 10 metri, are naosul boltit, semicilindric, iar absida nedecroșată, de plan trapezoidal, boltită tronconic. Biserica este înconjurată în exterior de un brâu median, aripile consolelor au profiluri rotunjite, iar ancadramentul ușii naosului este împodobit cu rozete. În interior meșterul lemnar a întărit structura prin arcuri dublou în intrados, la care se adaugă grinda-tirant ce leagă pereții longitudinali ai naosului, ornamentate în relief, printr-o suită ritmată de motive lobate. Bolta reînnoita a naosului nu are pictură, dar cea a absidei este împodobită cu motive stelare, iar pereții cu portretele „Sfinților Părinți". Iconostasul este pictat pe pânză maruflată. Patru icoane pe lemn, din care una cu inscripție slavonă, și multe țesături, împodobesc interiorul edificiului.

## Imagini din exterior

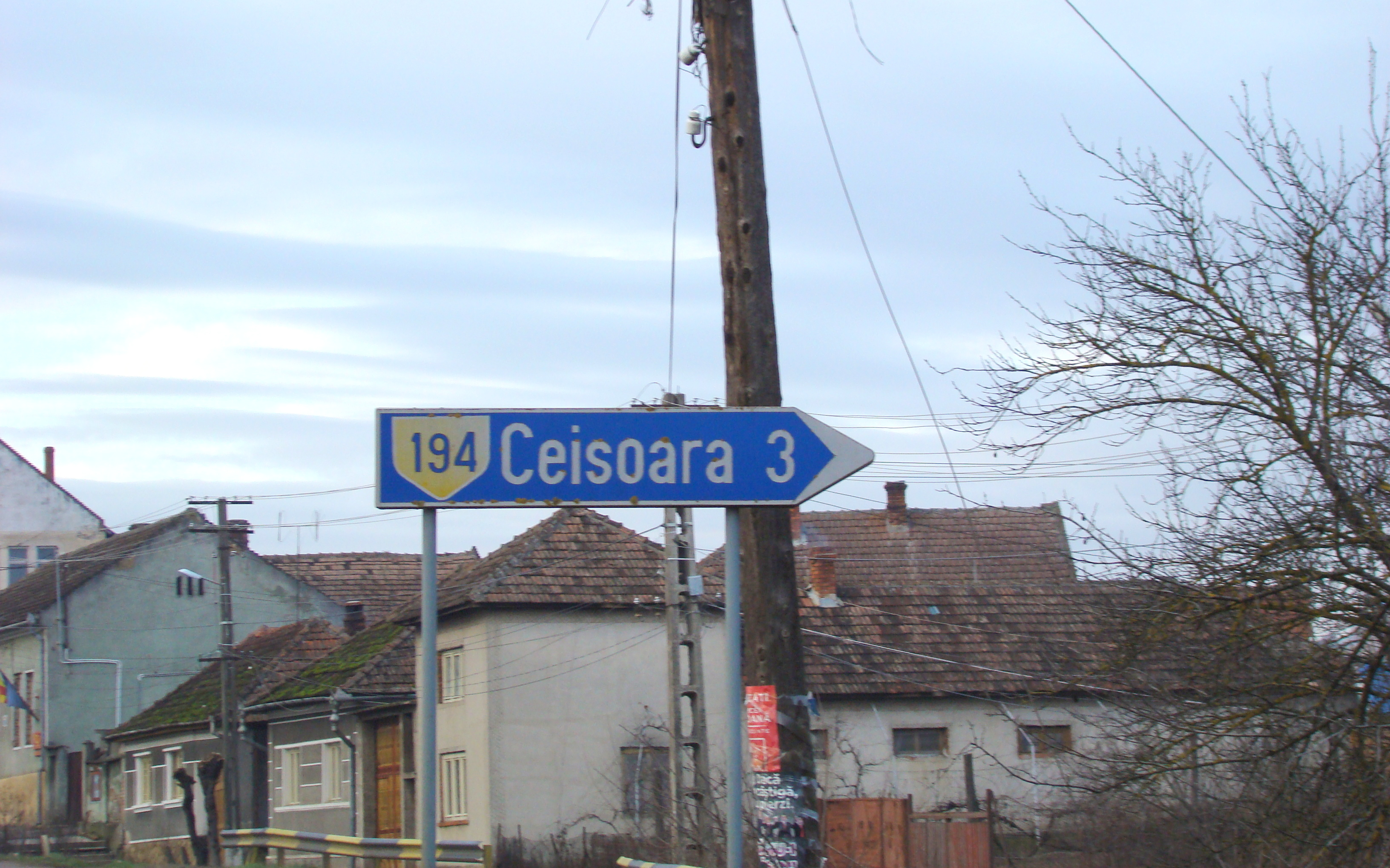
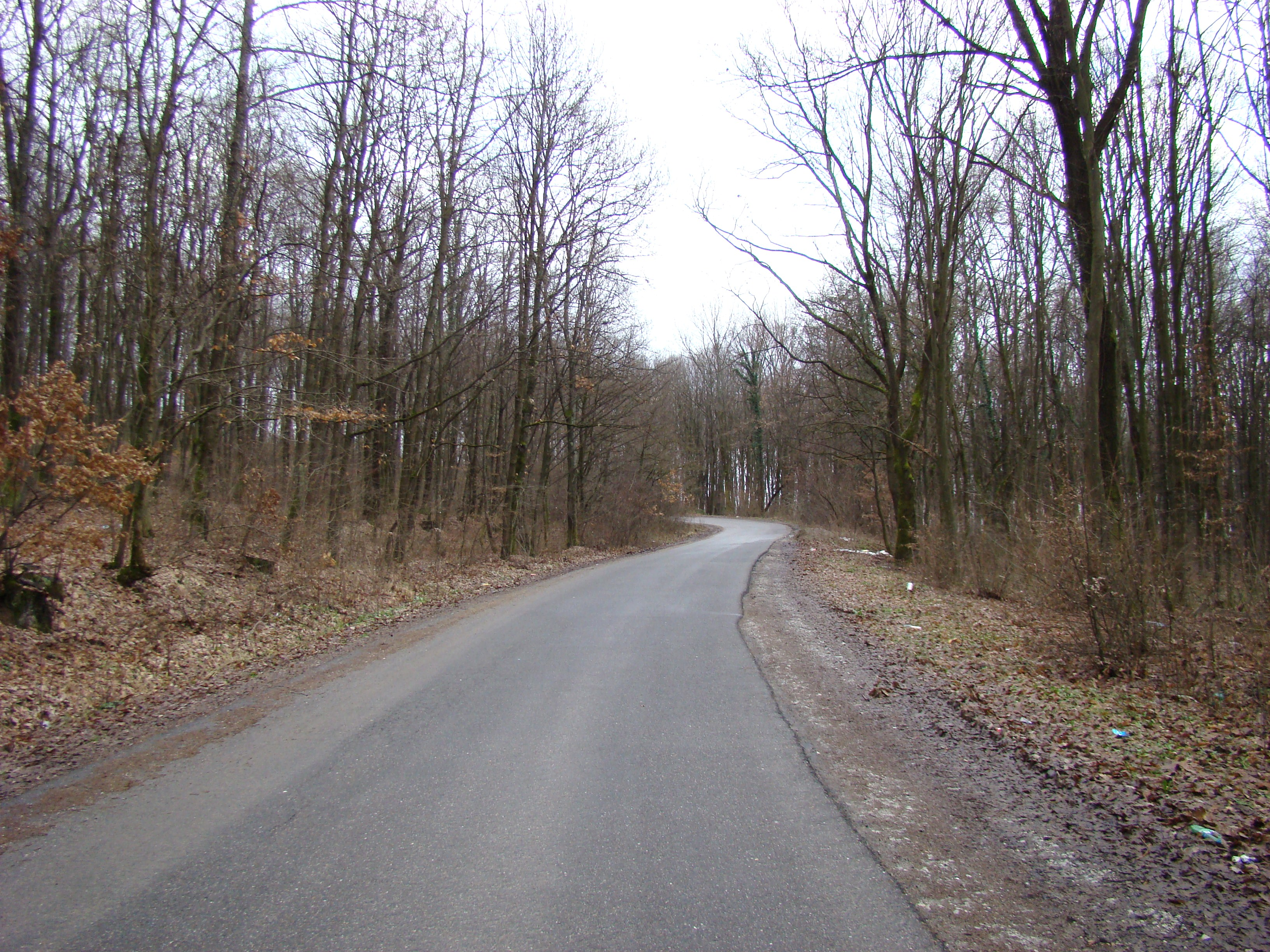
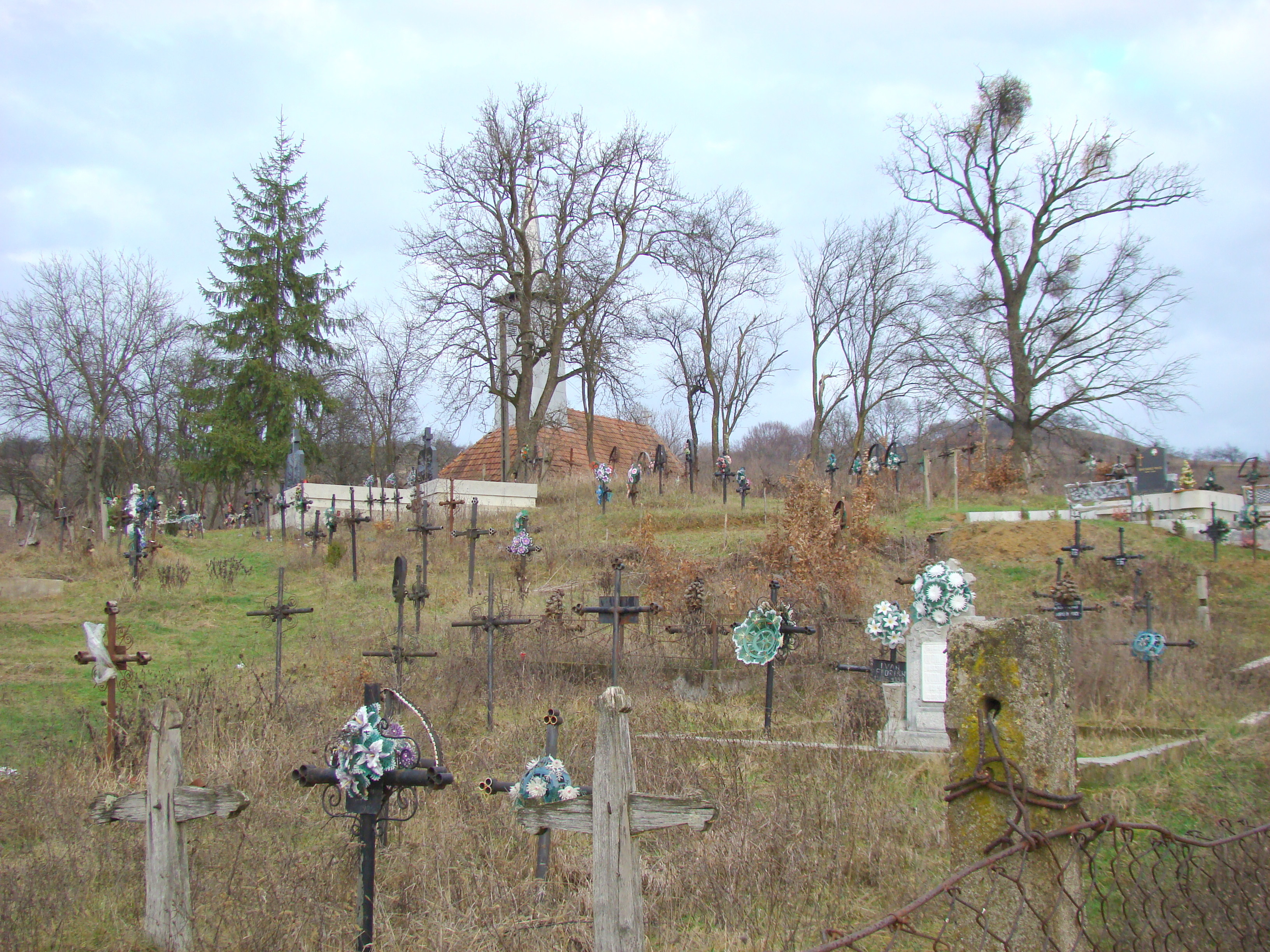
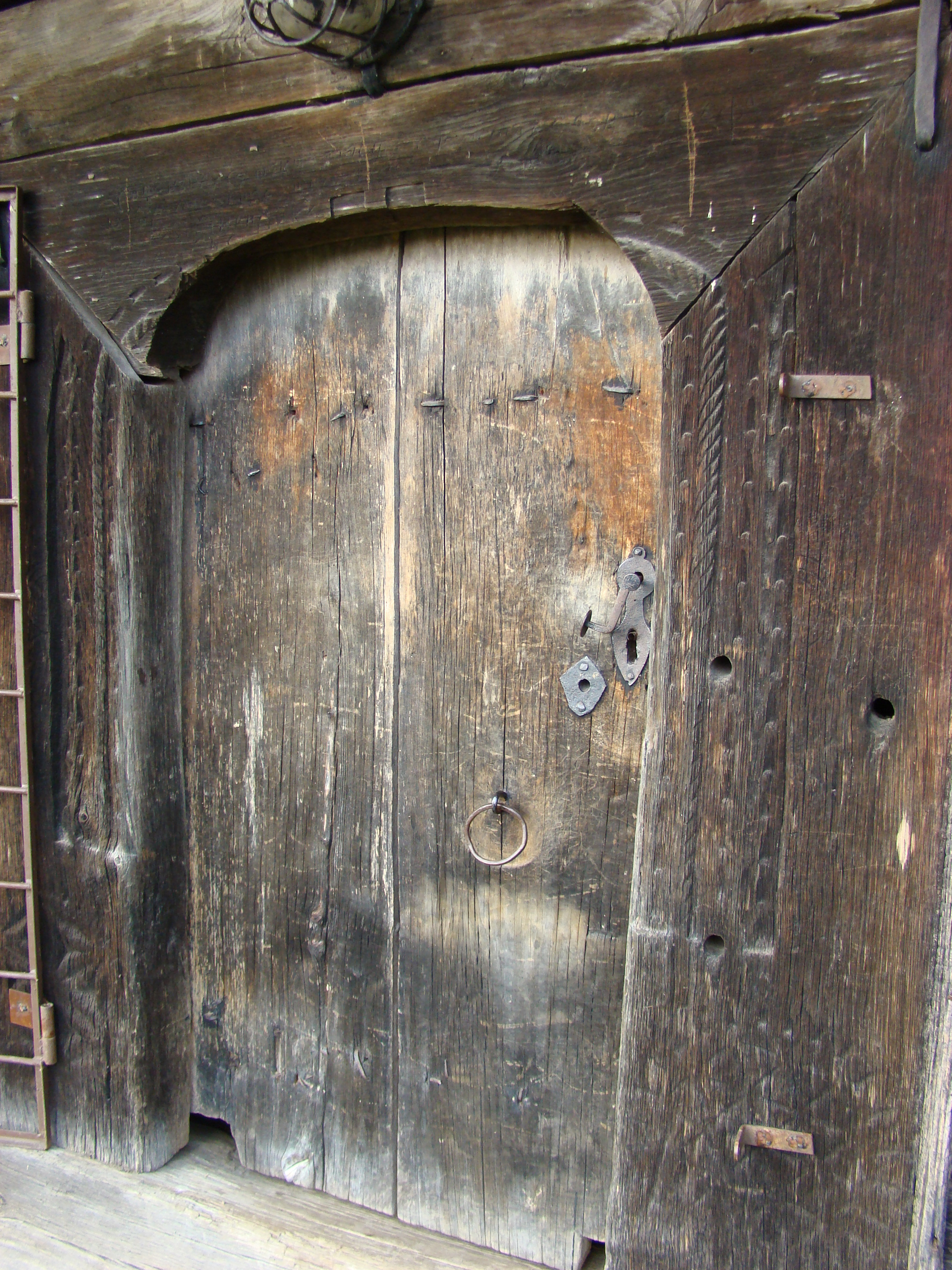
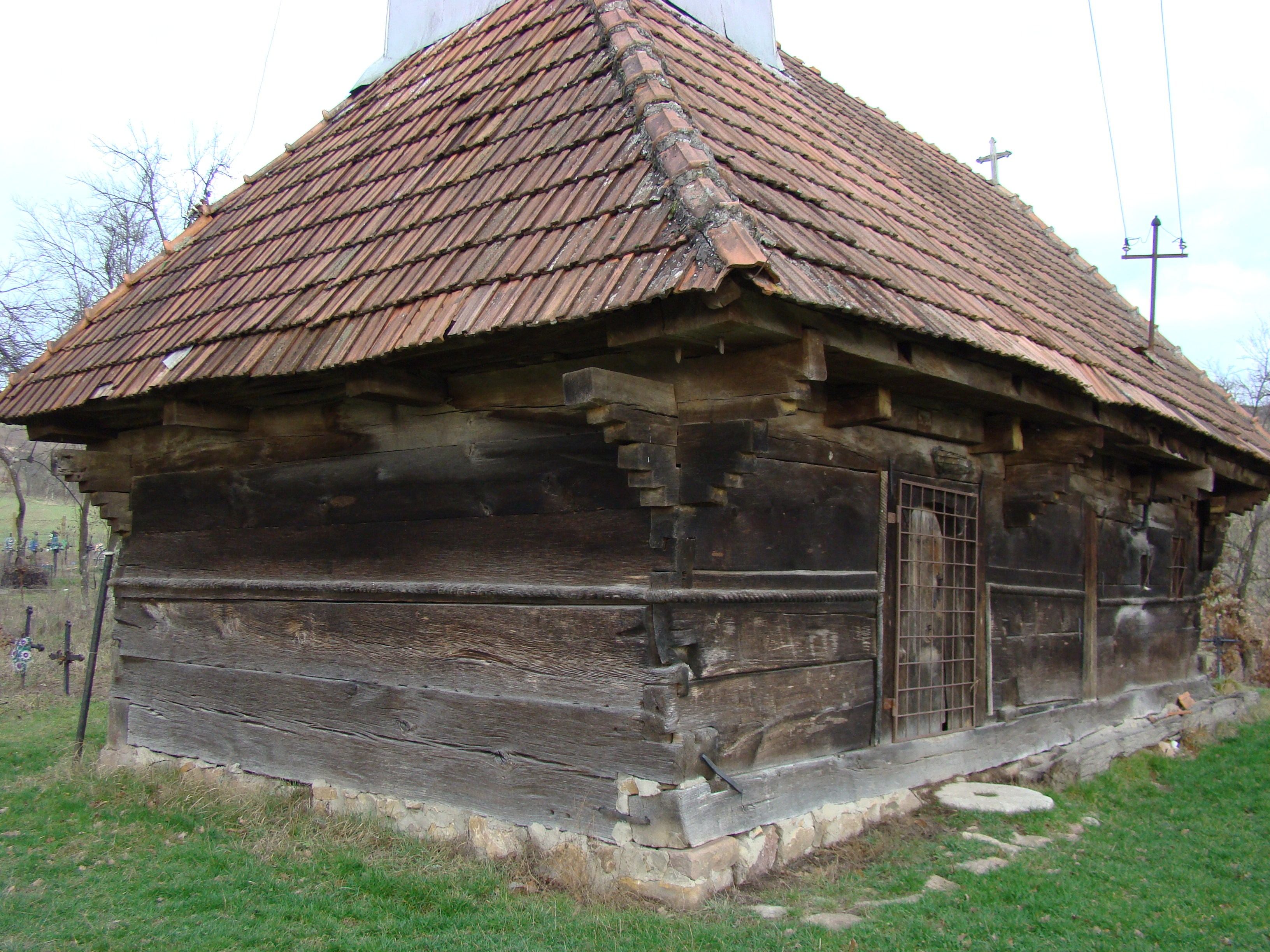
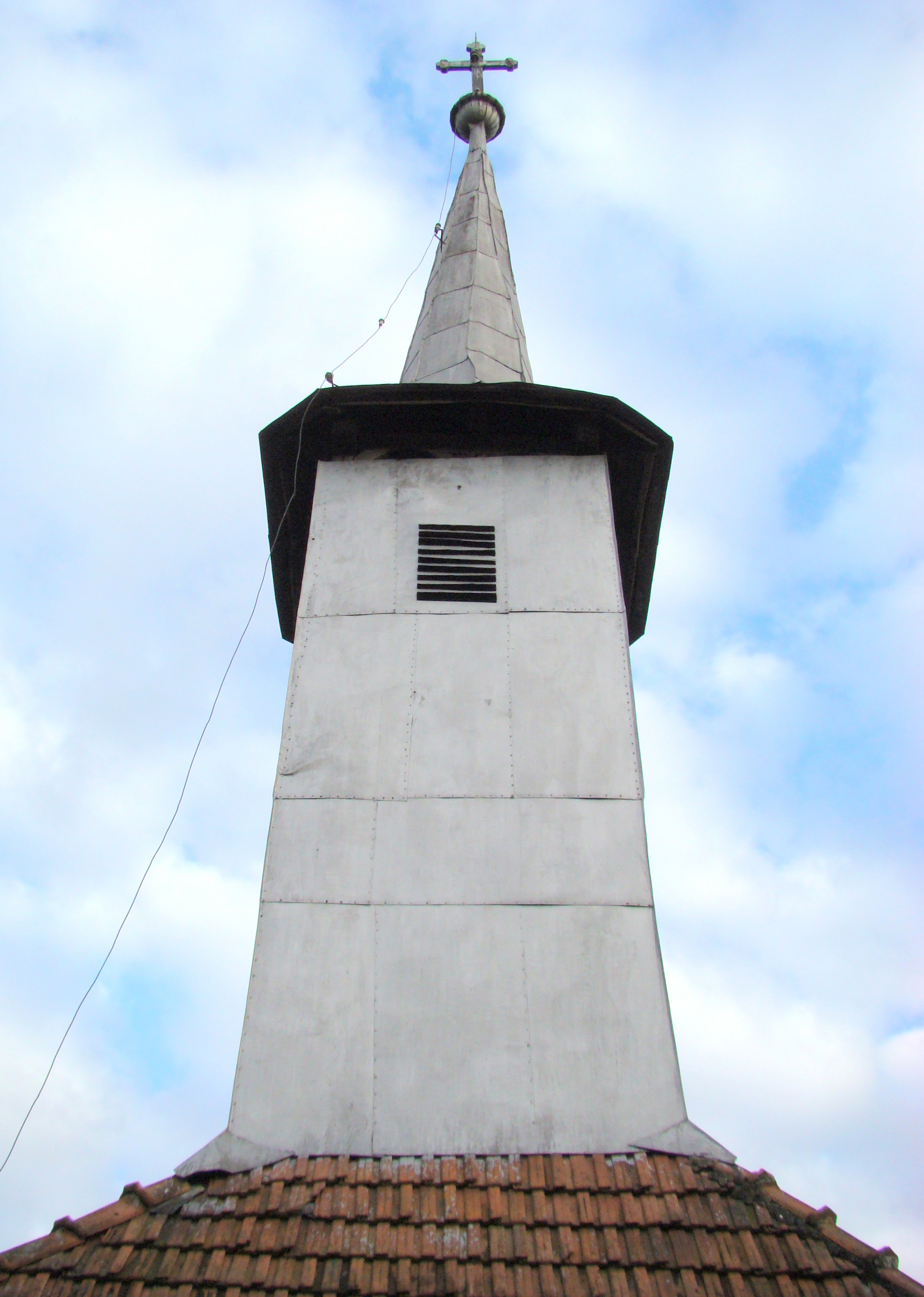
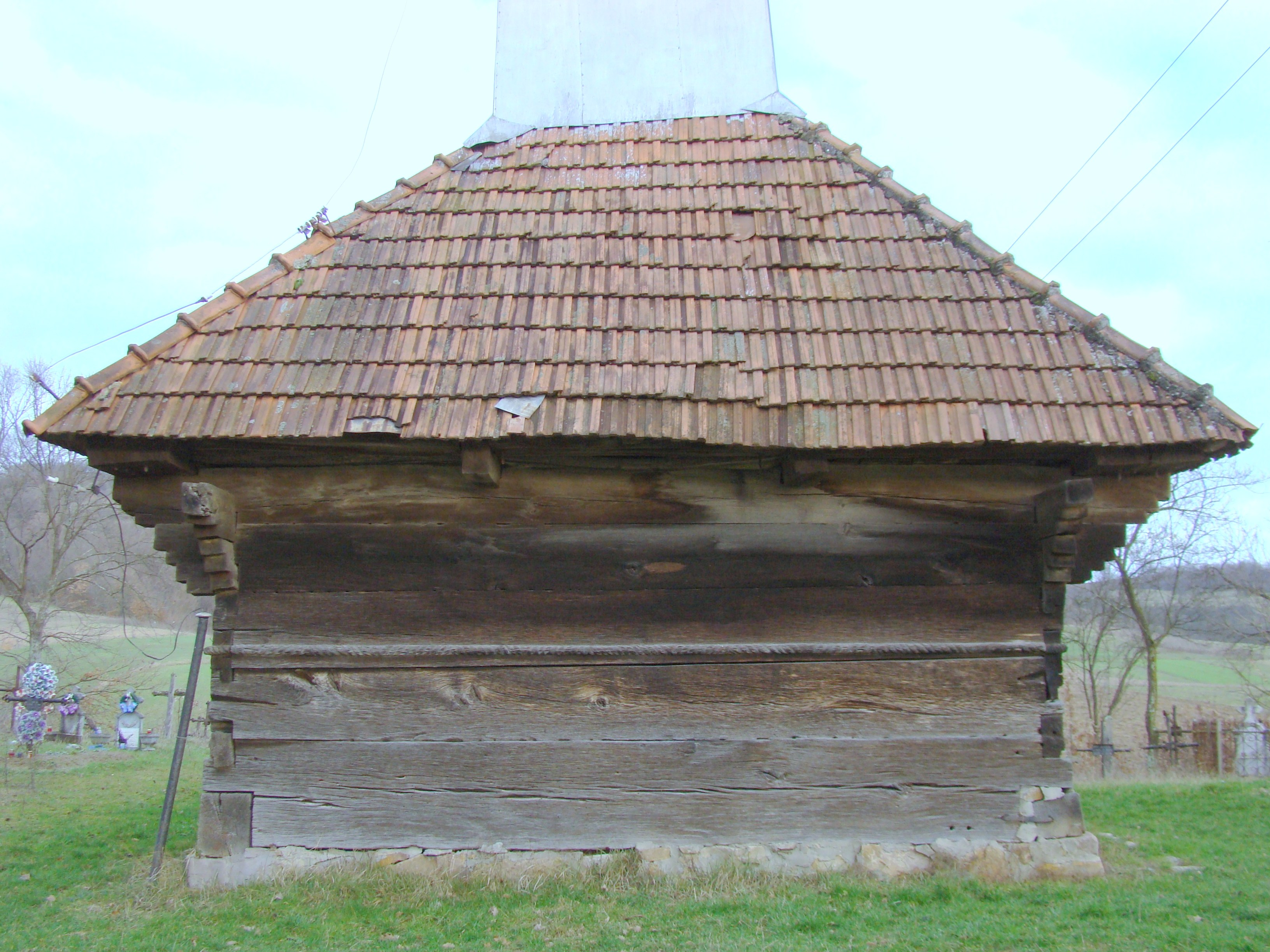
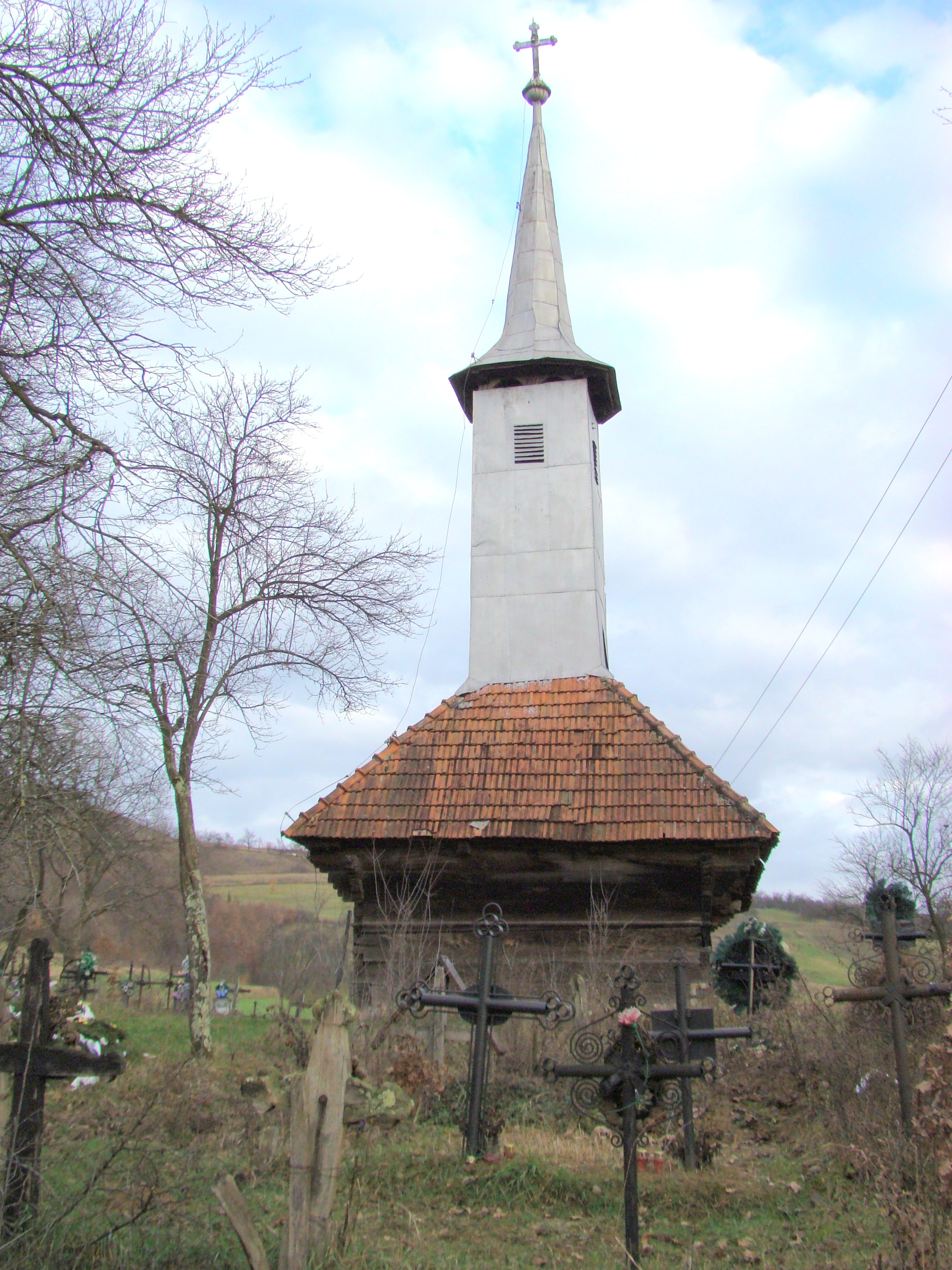
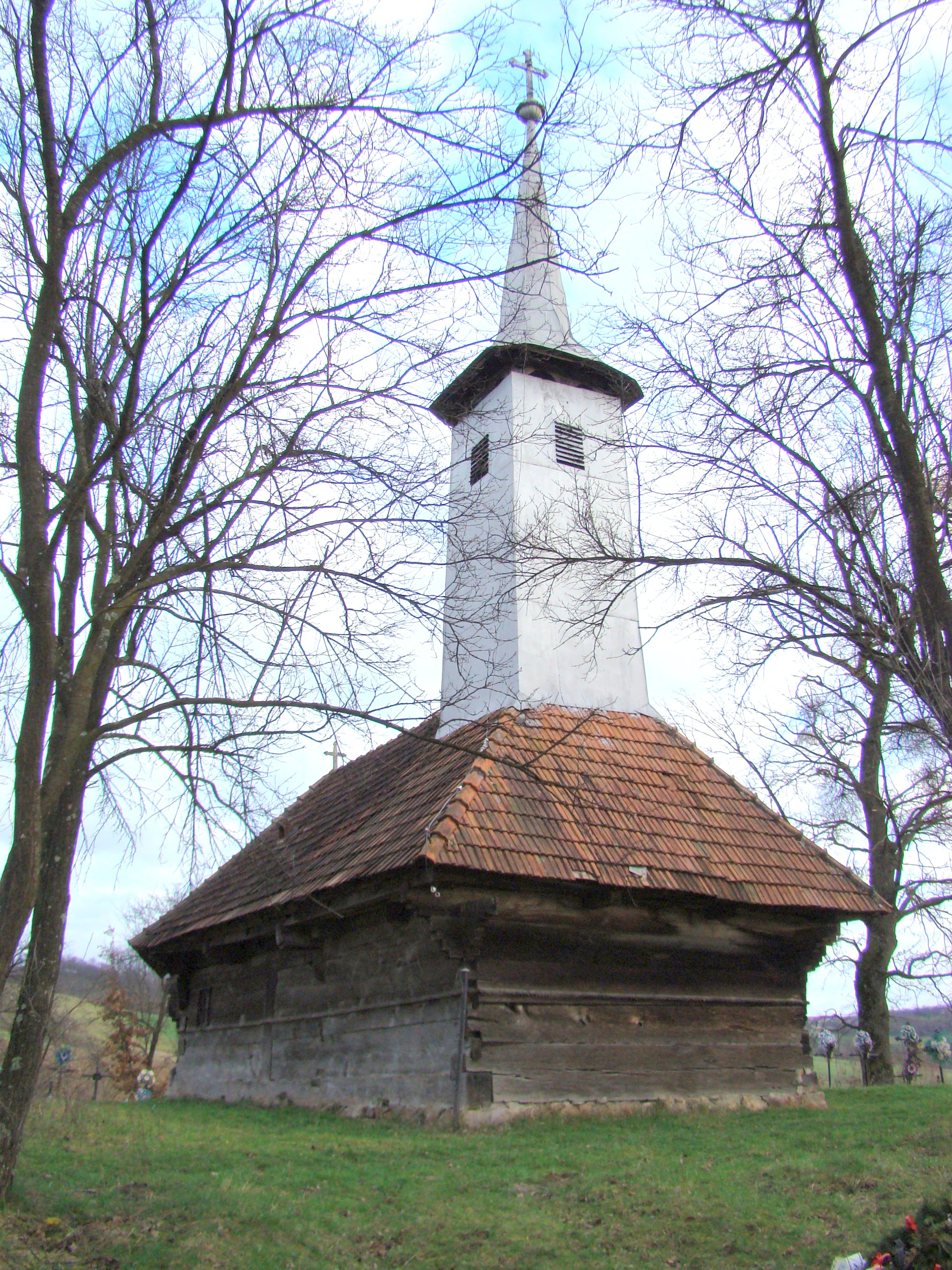
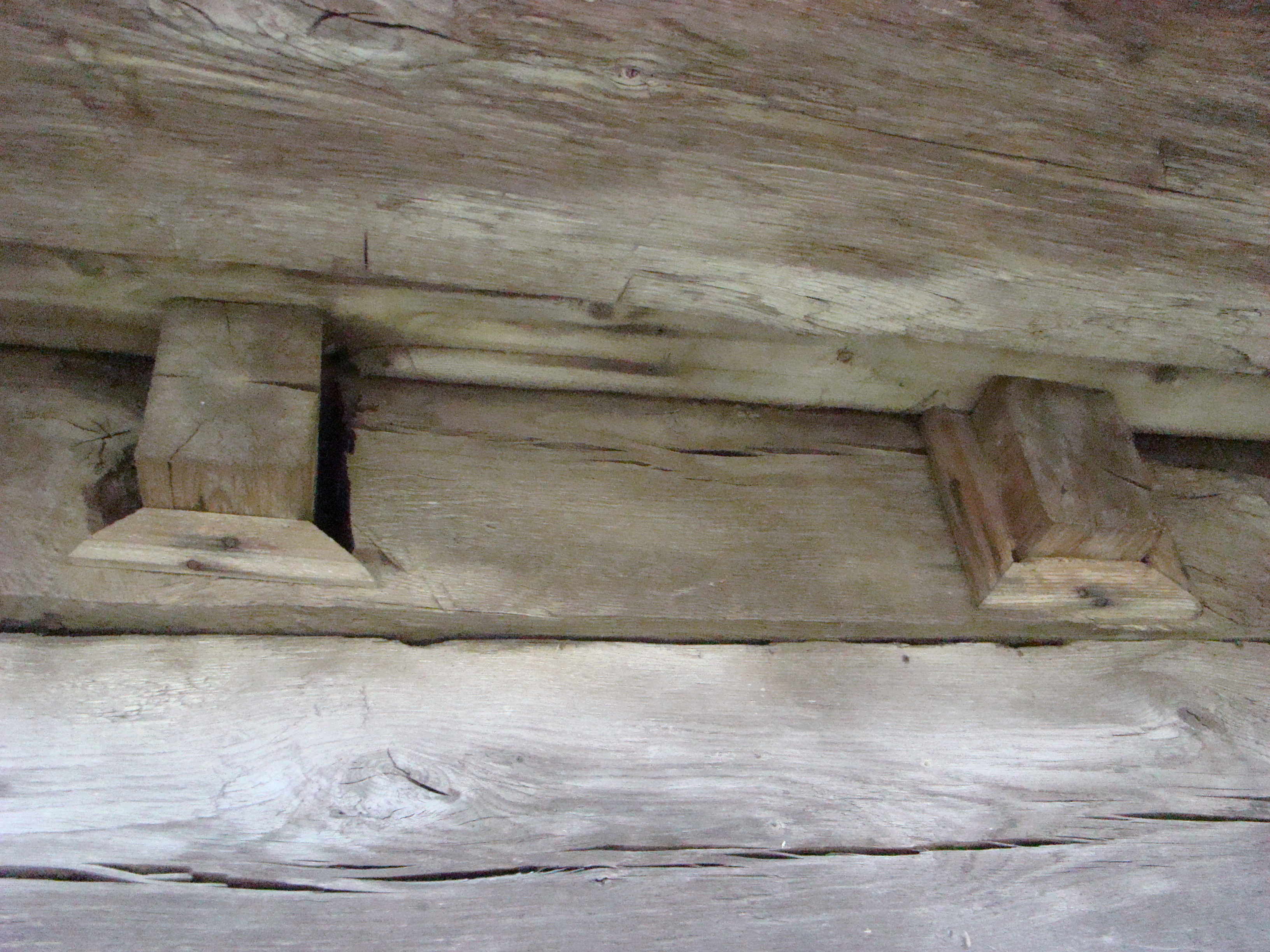
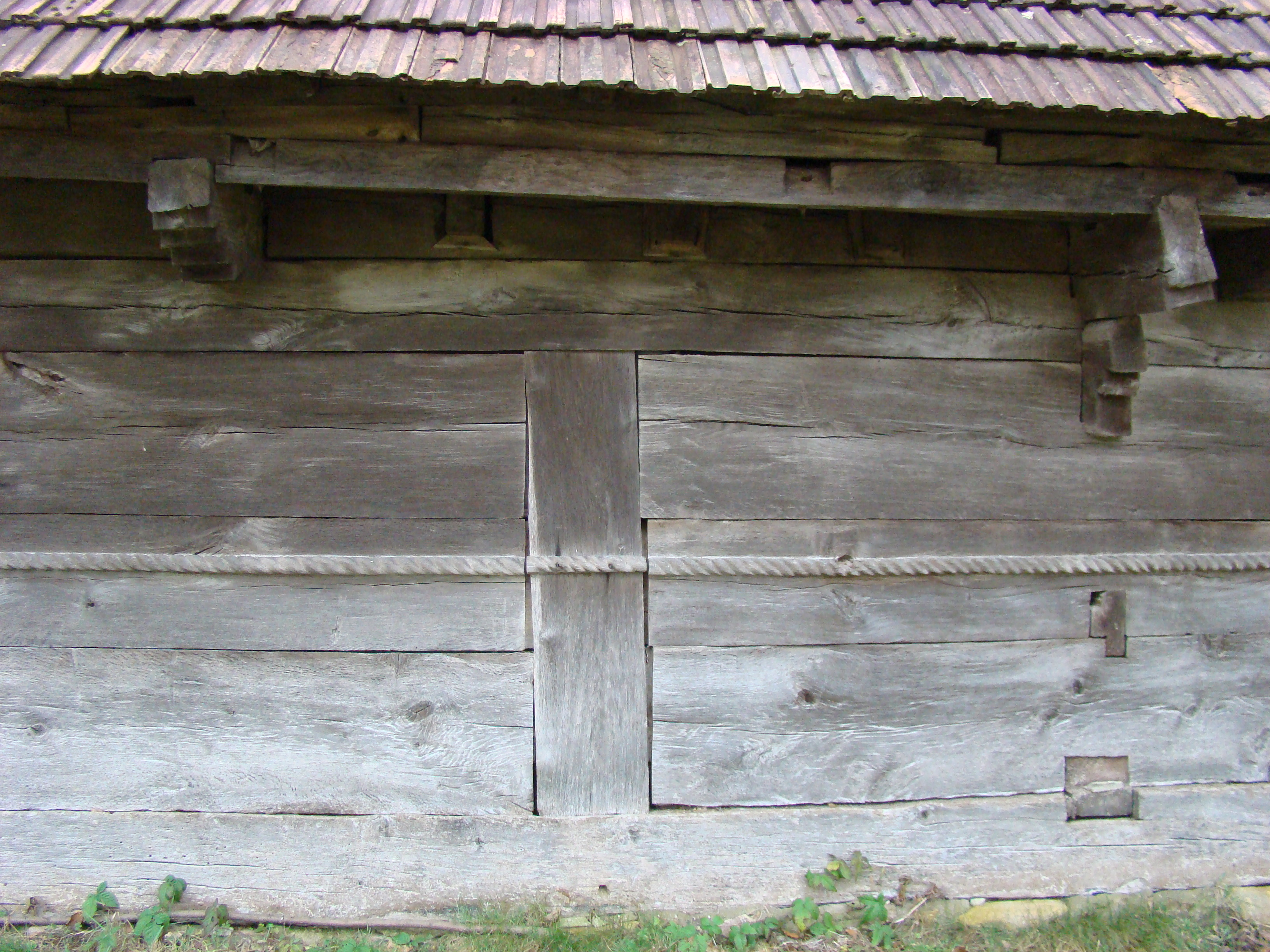
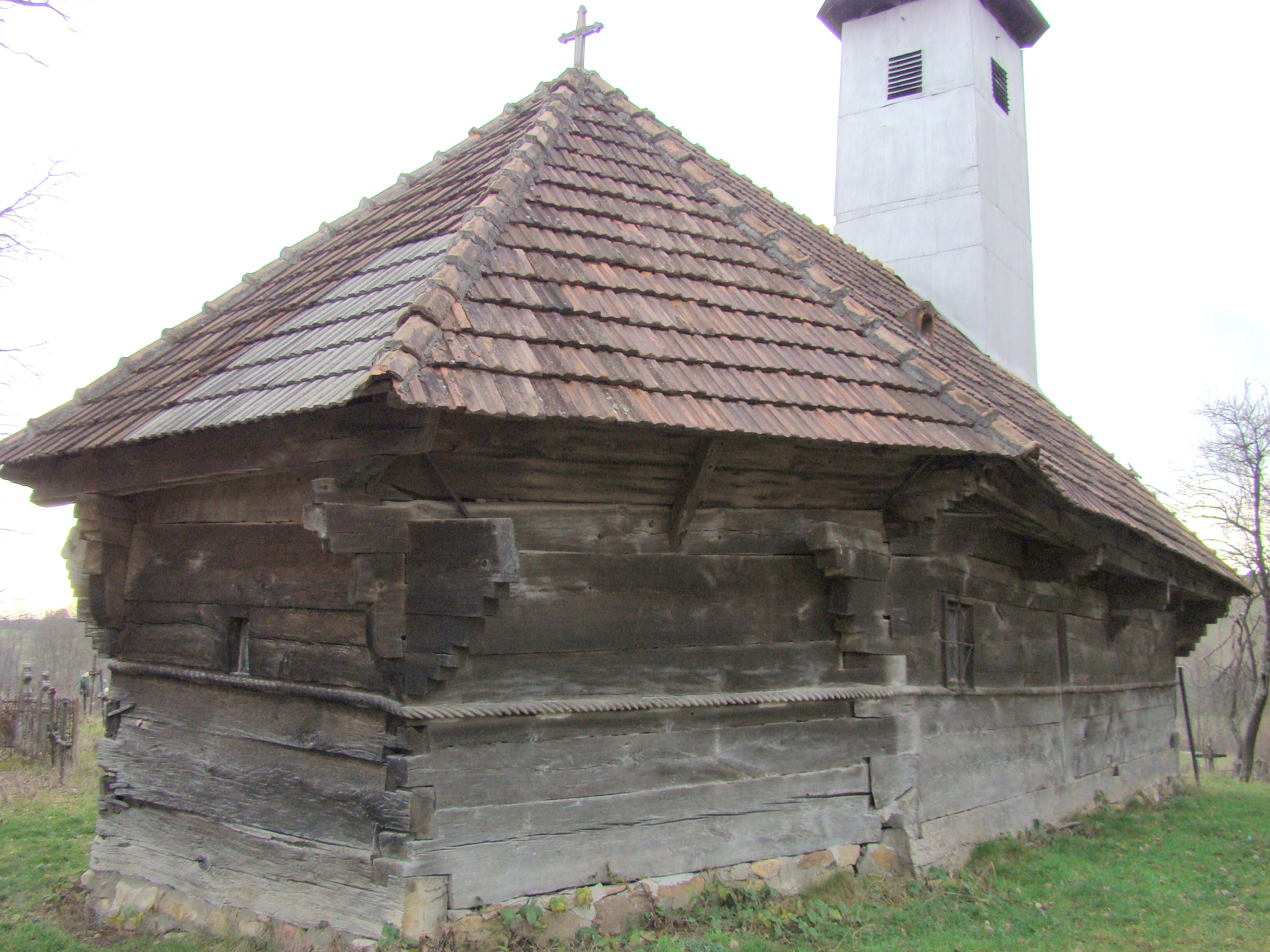
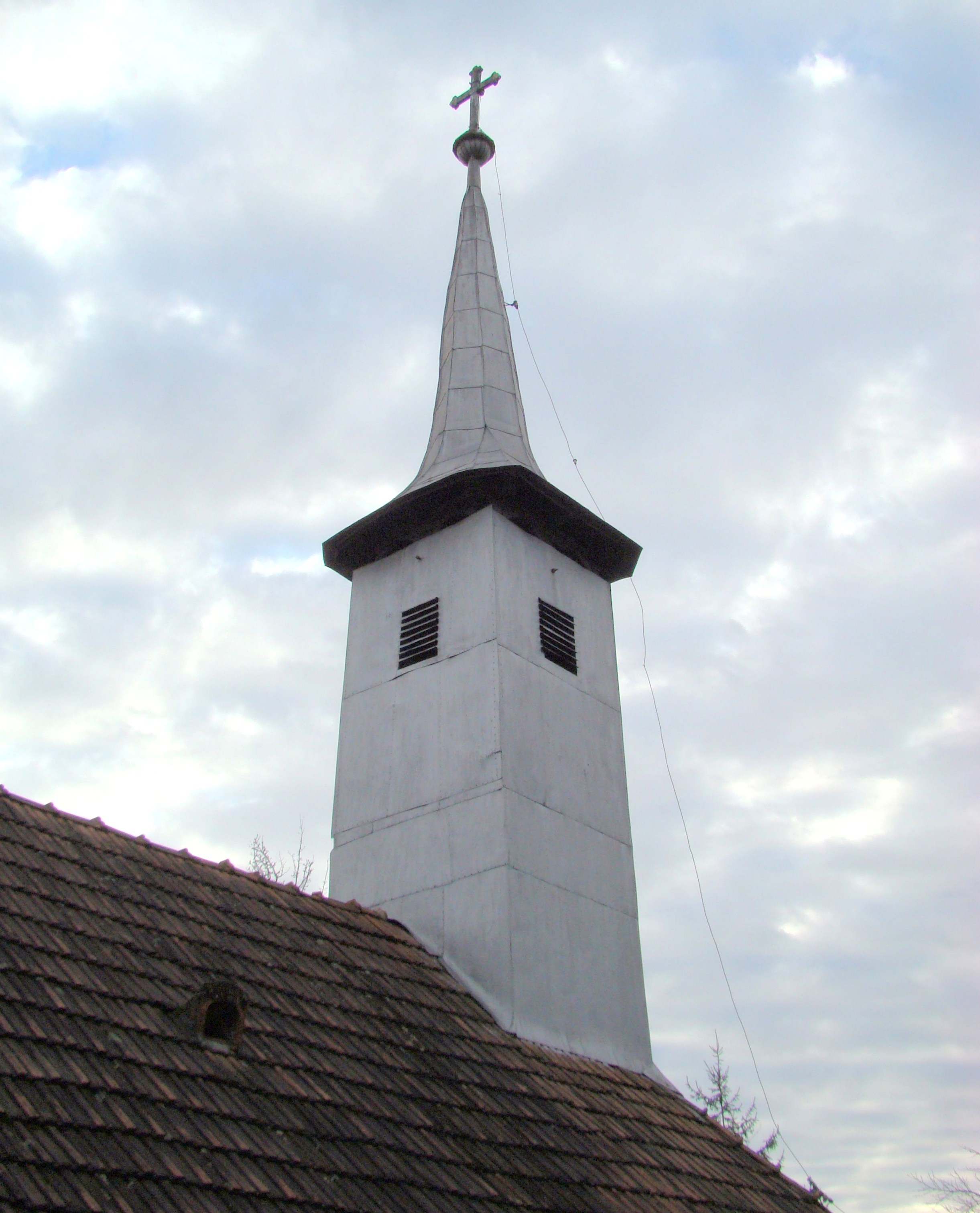
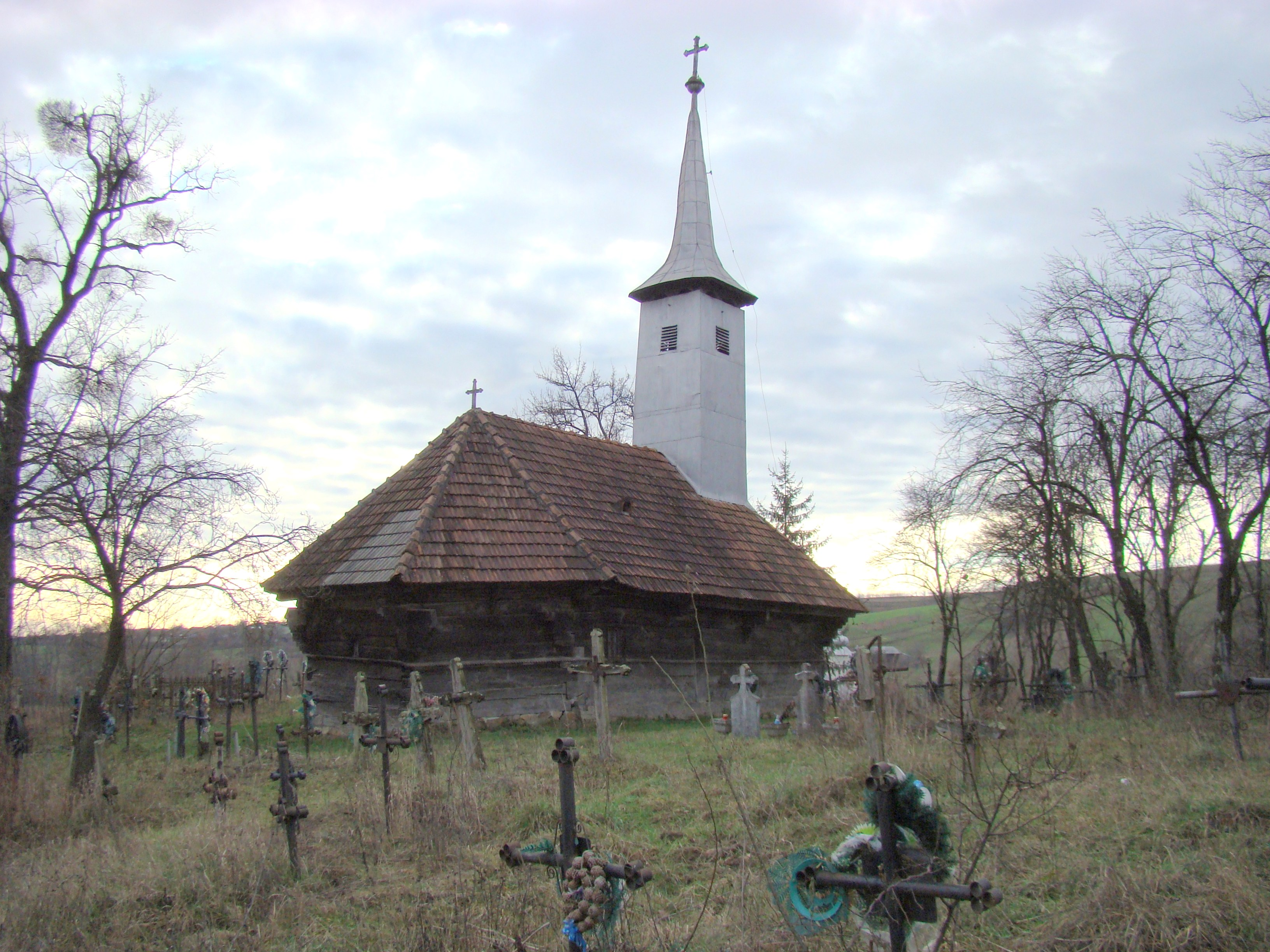
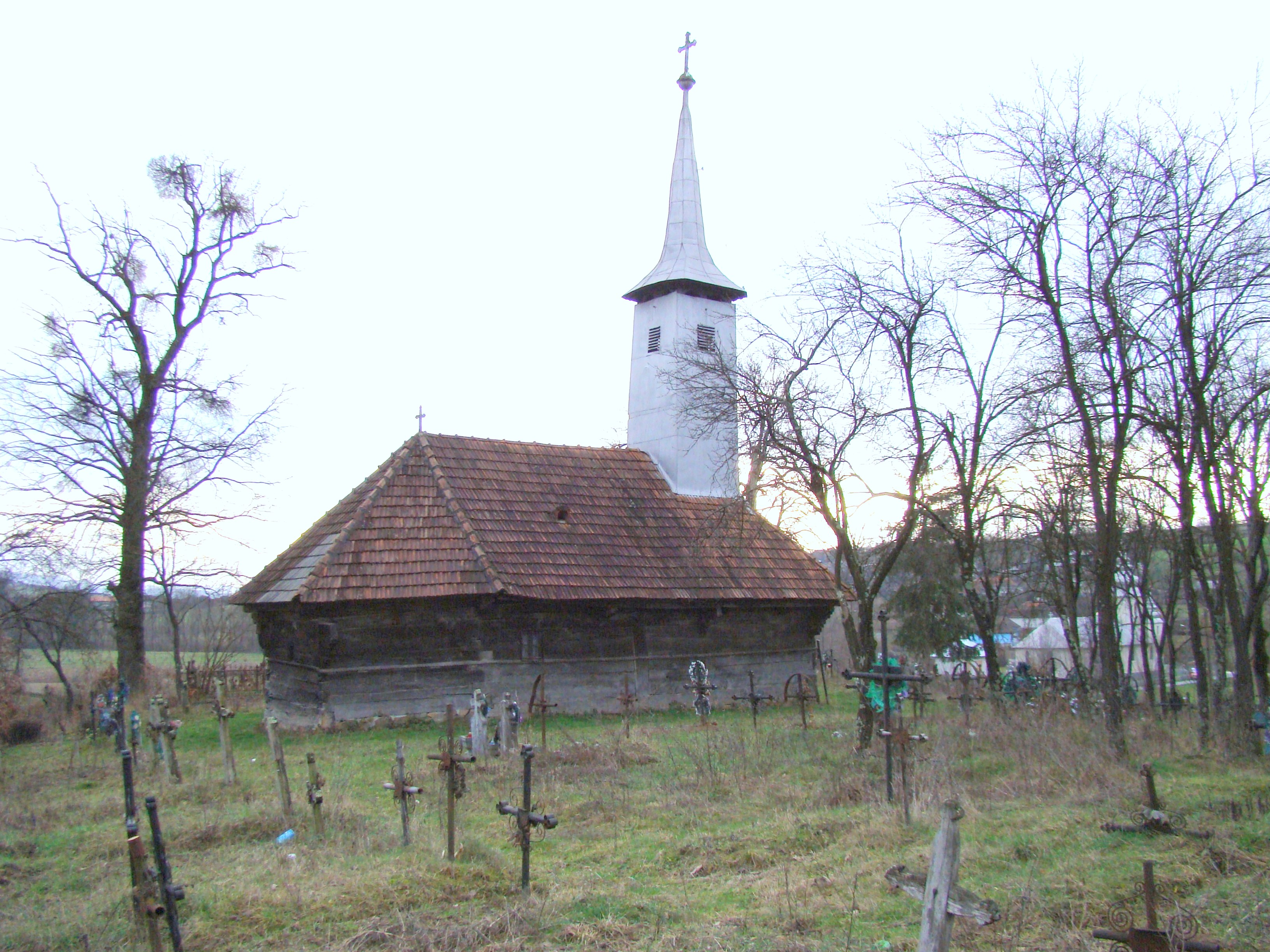
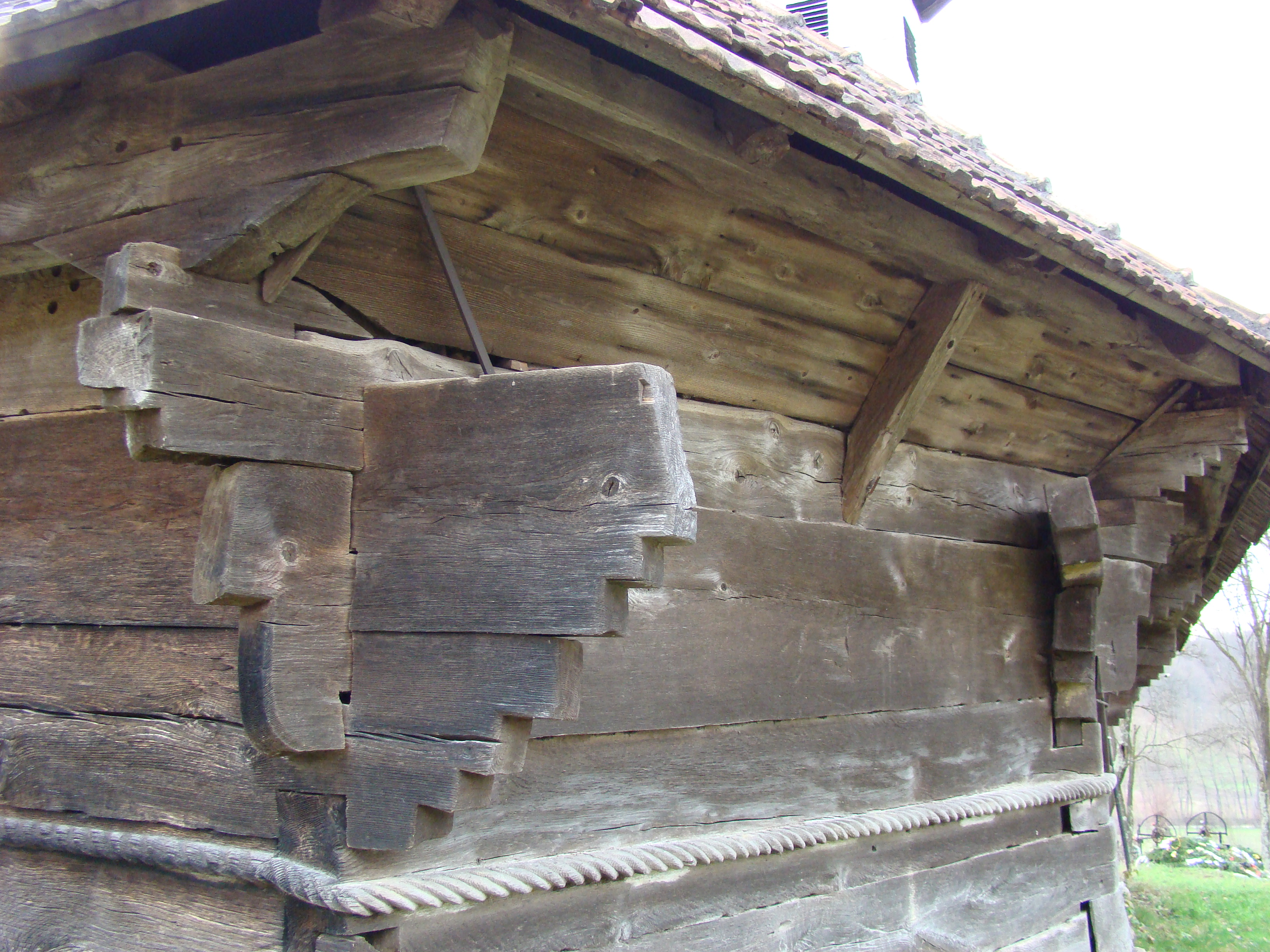
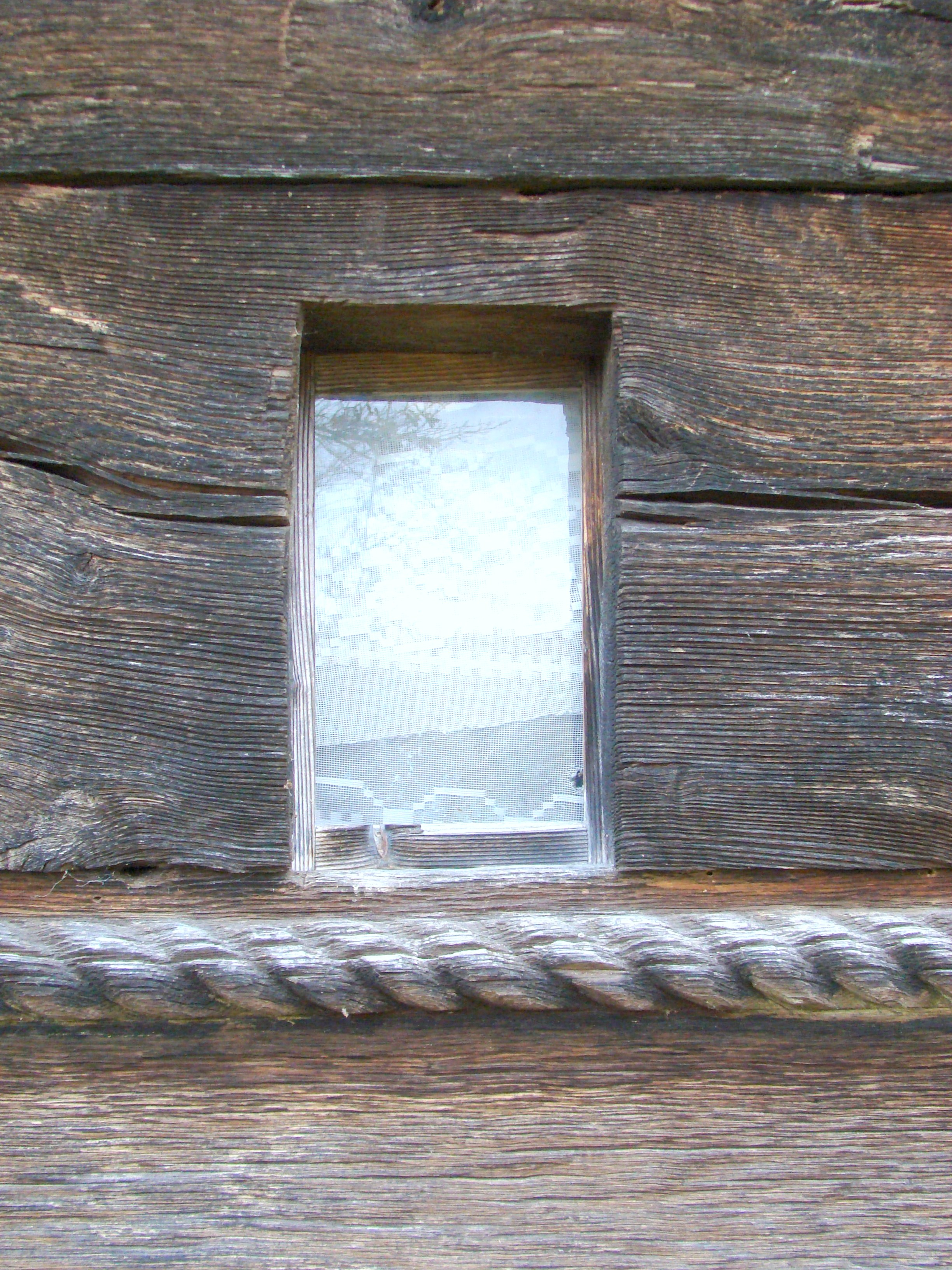
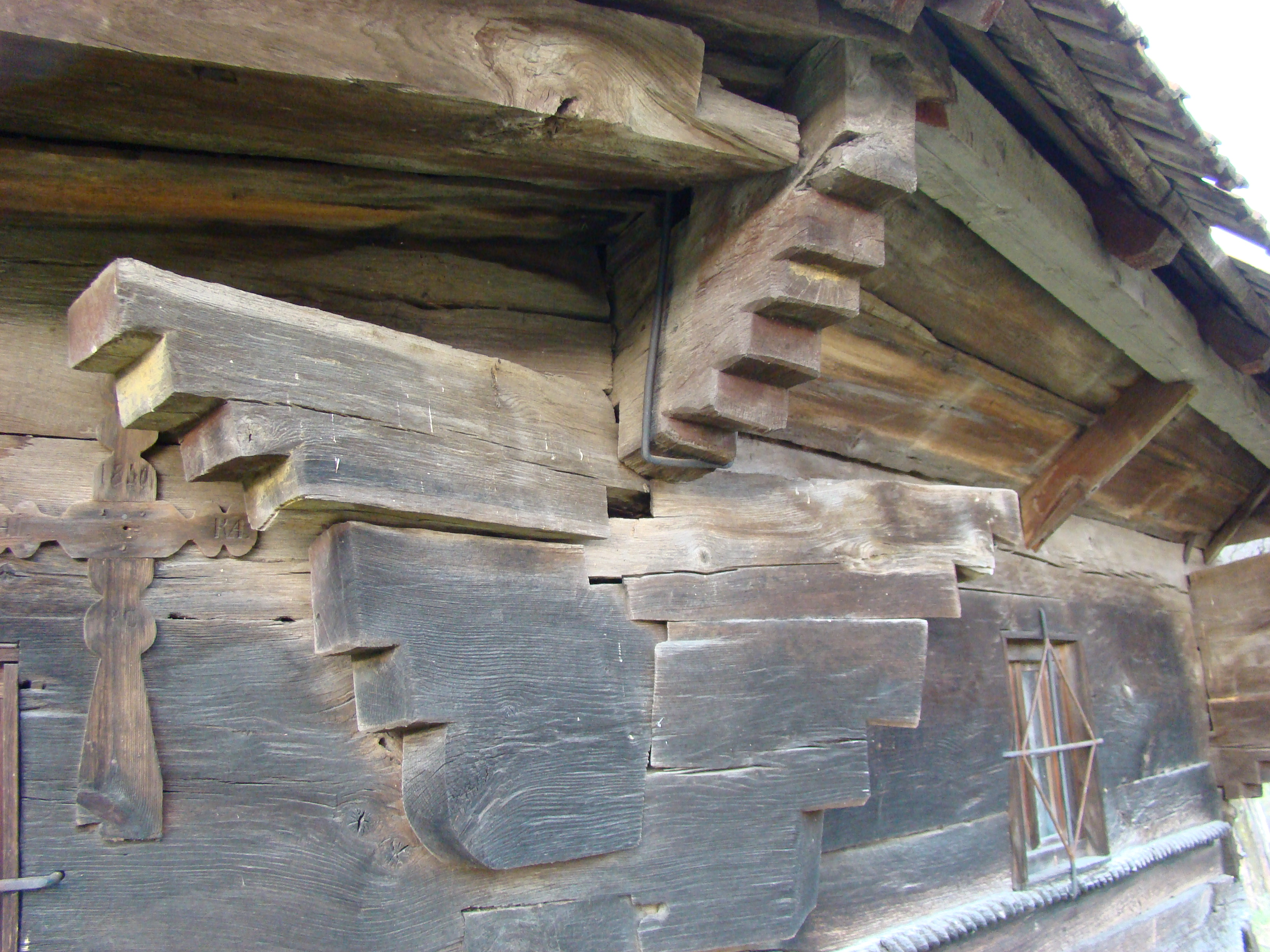
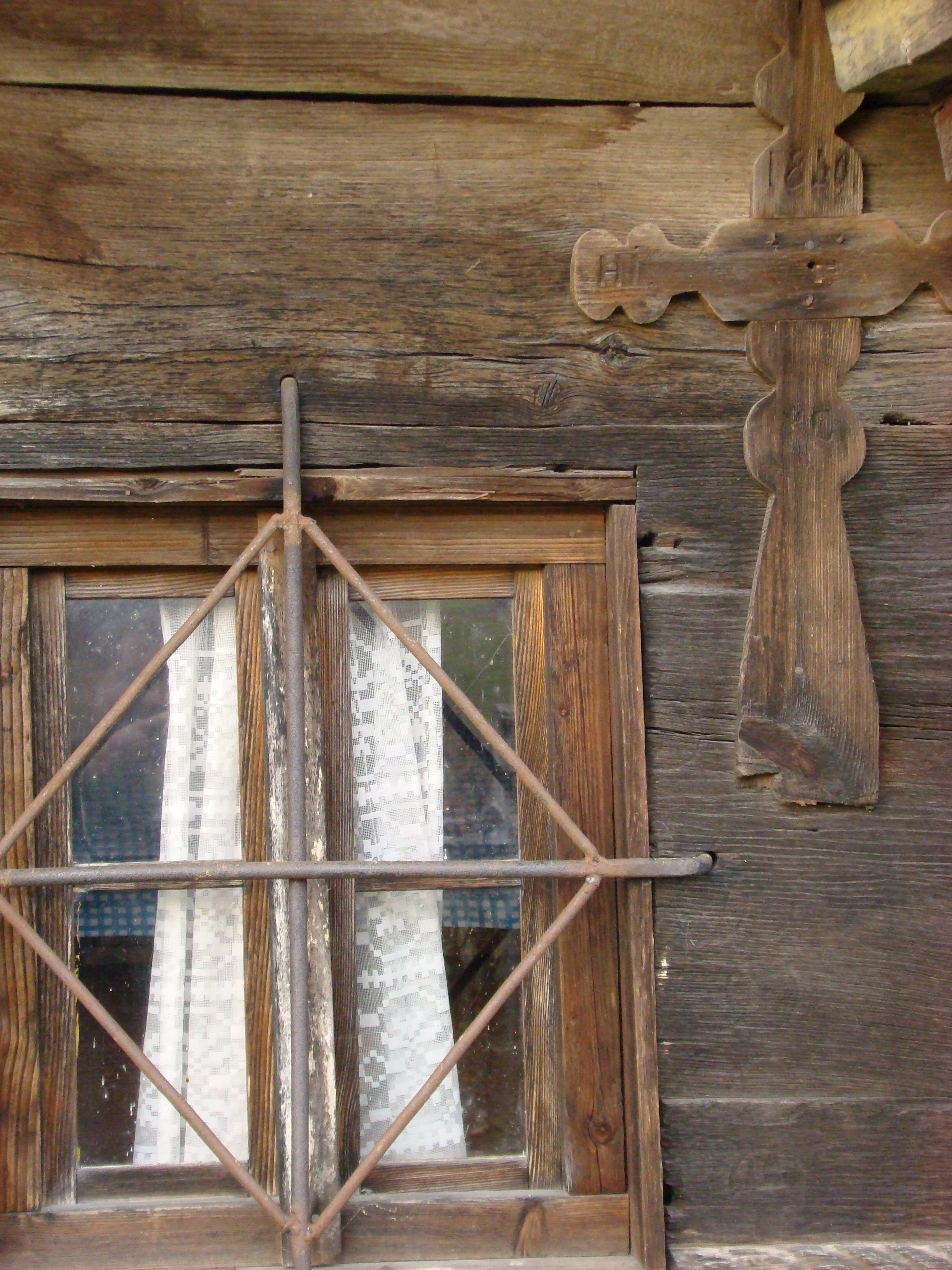
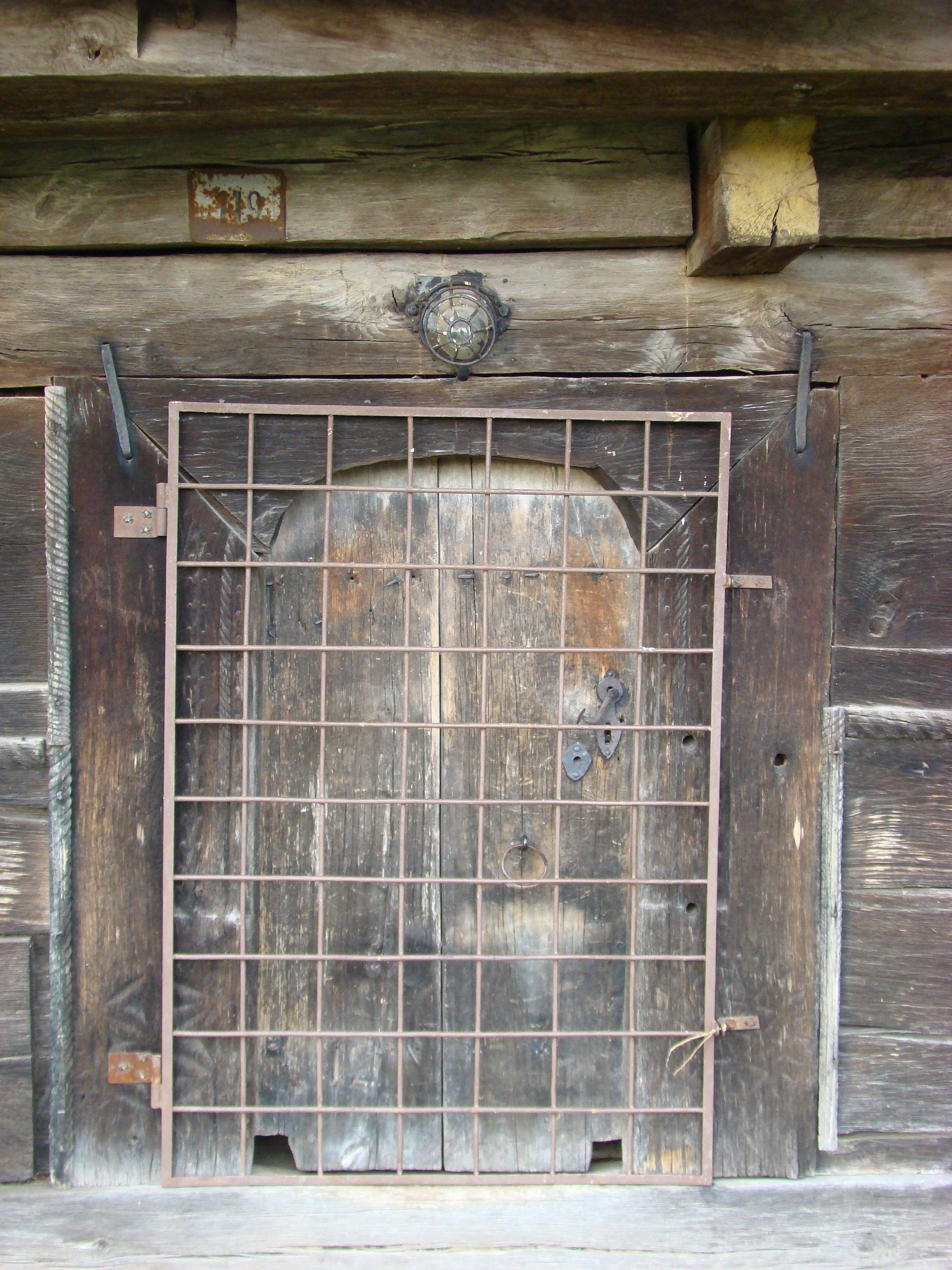
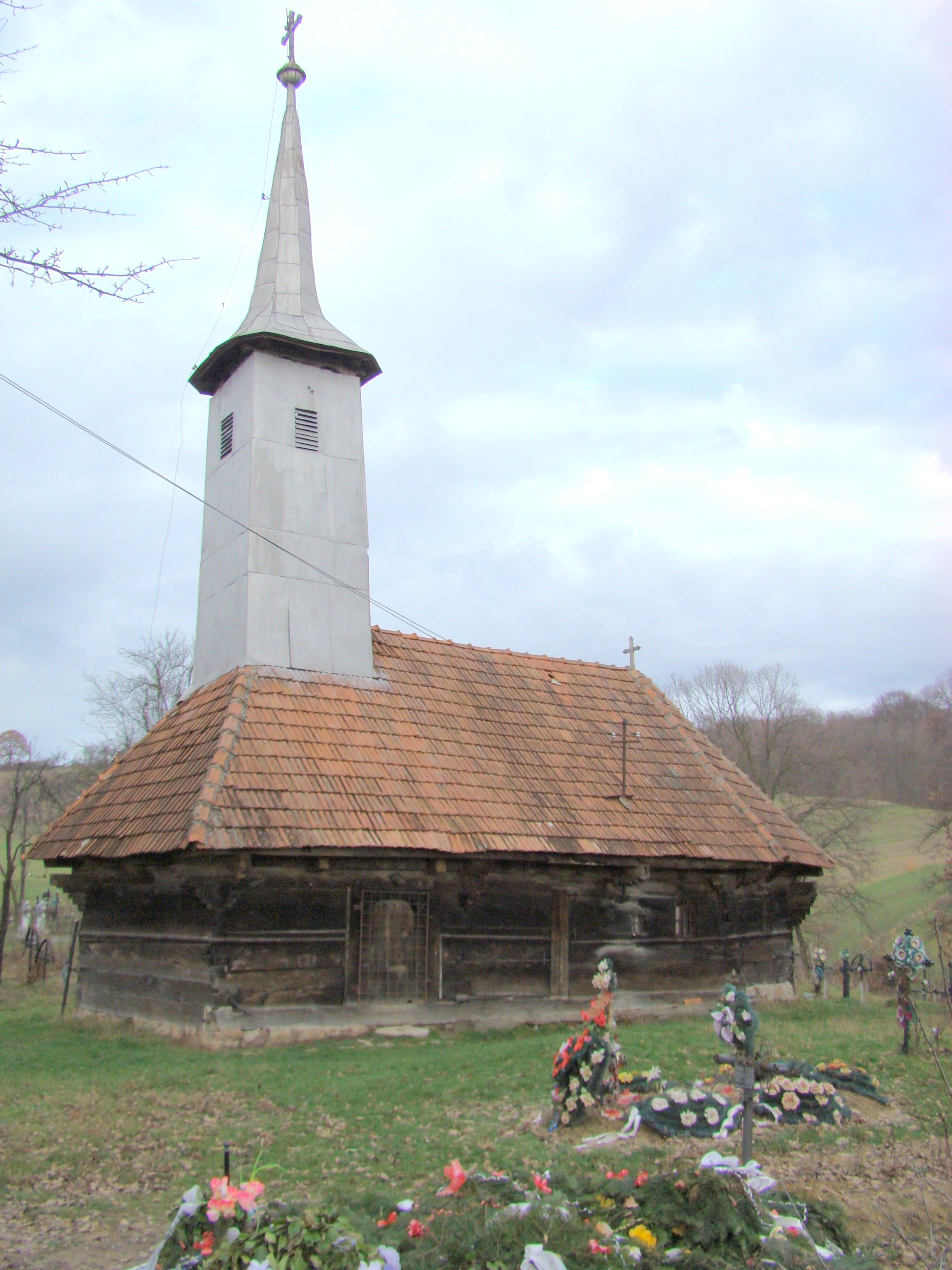
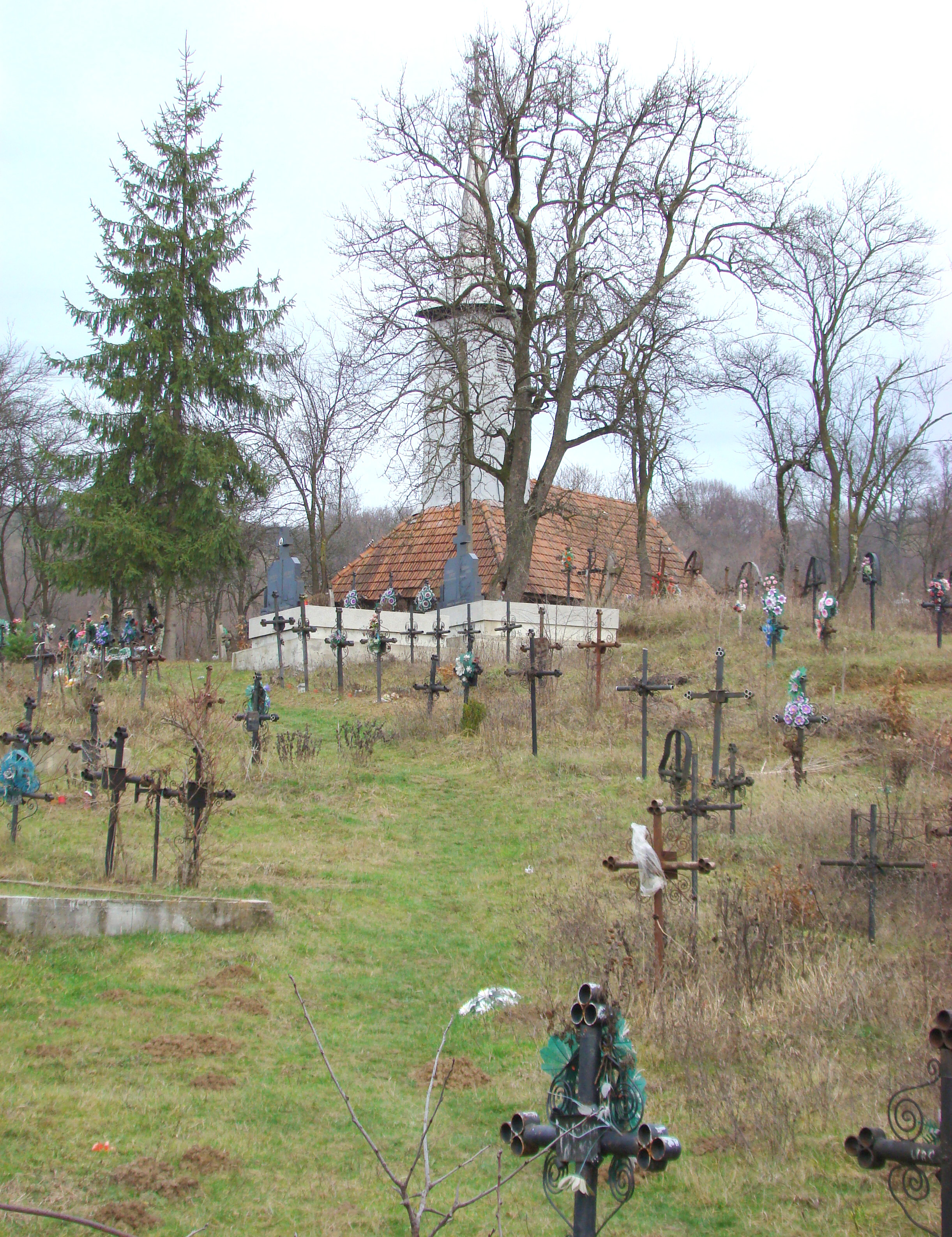
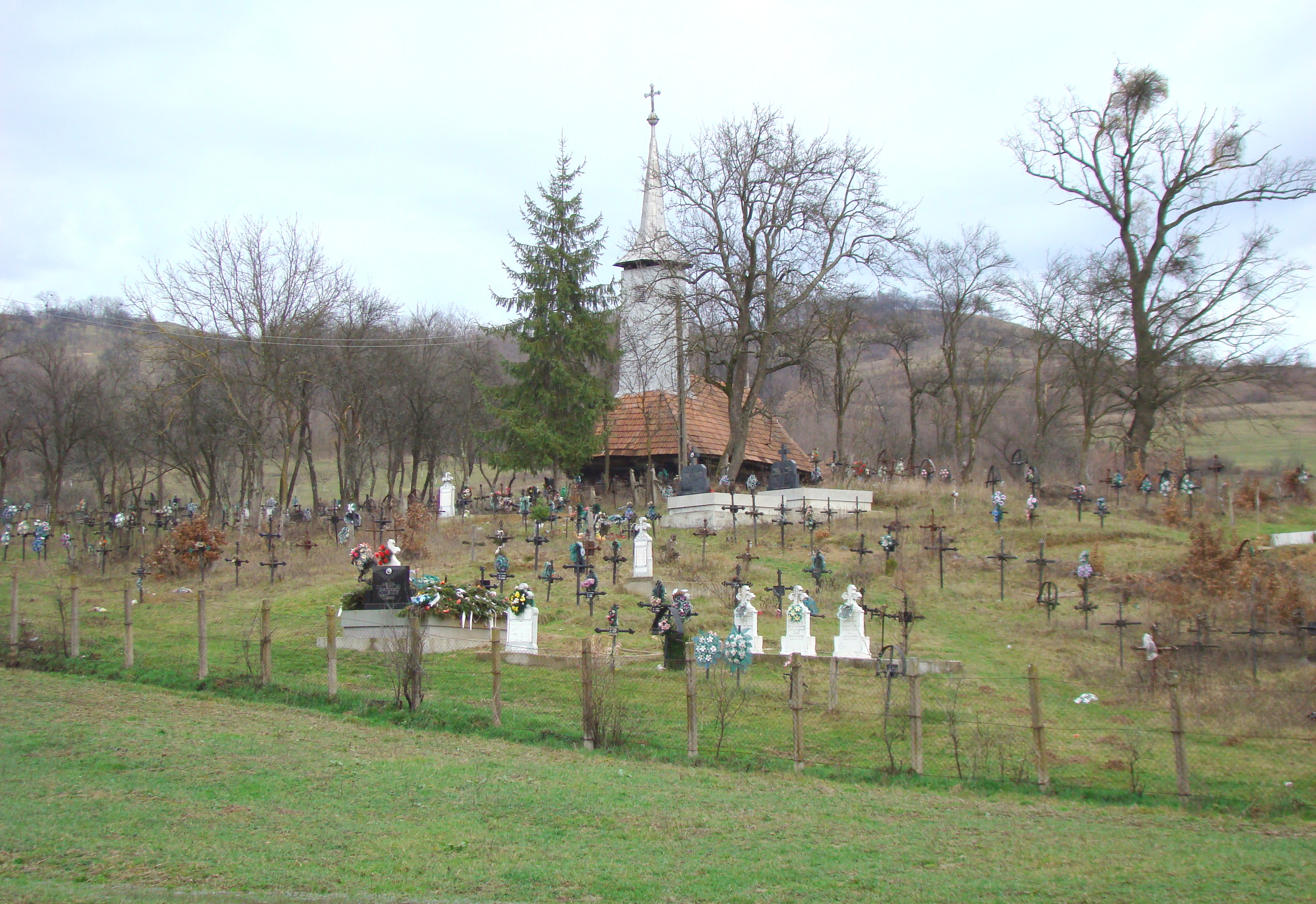

## Imagini din interior

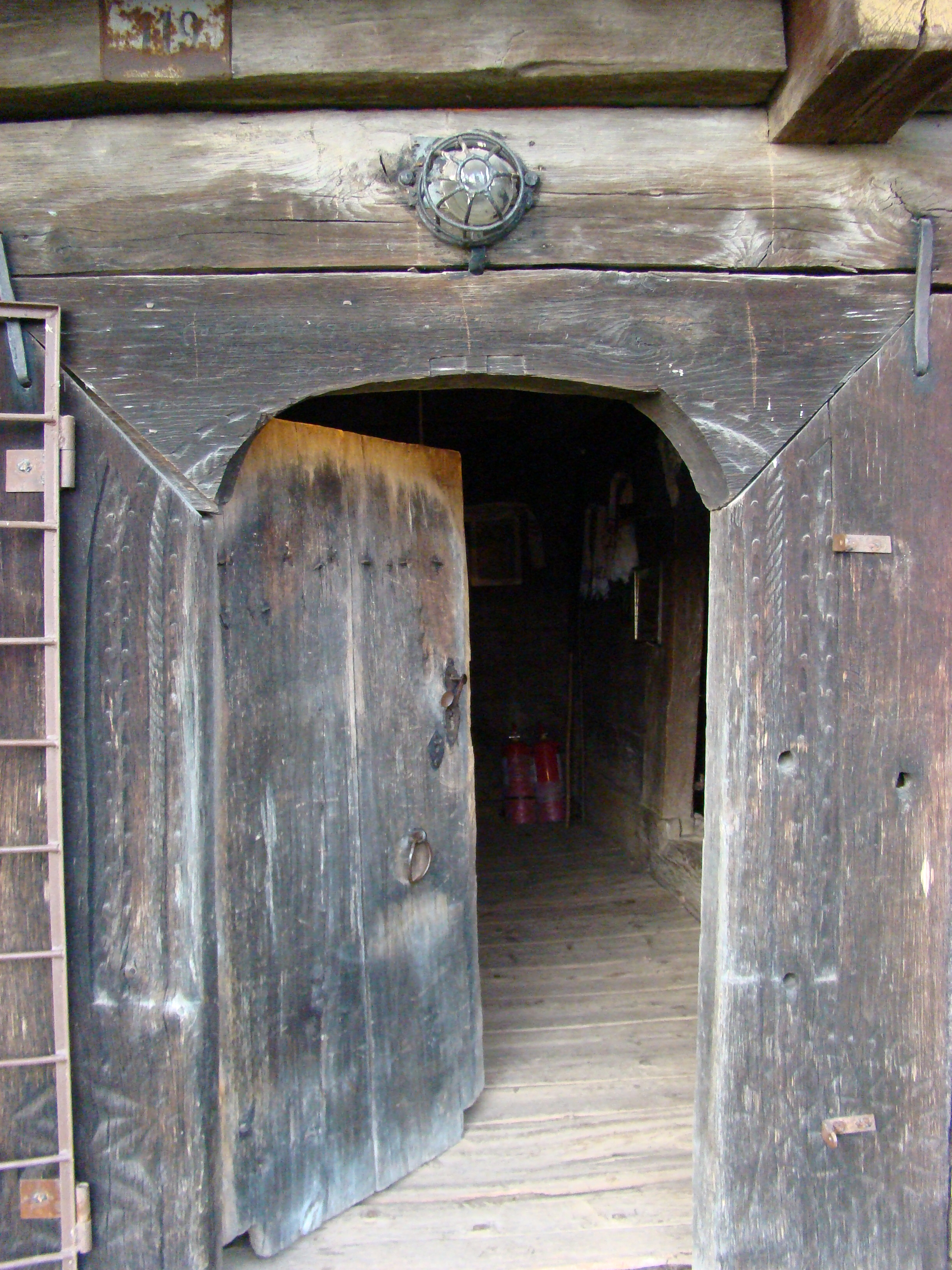
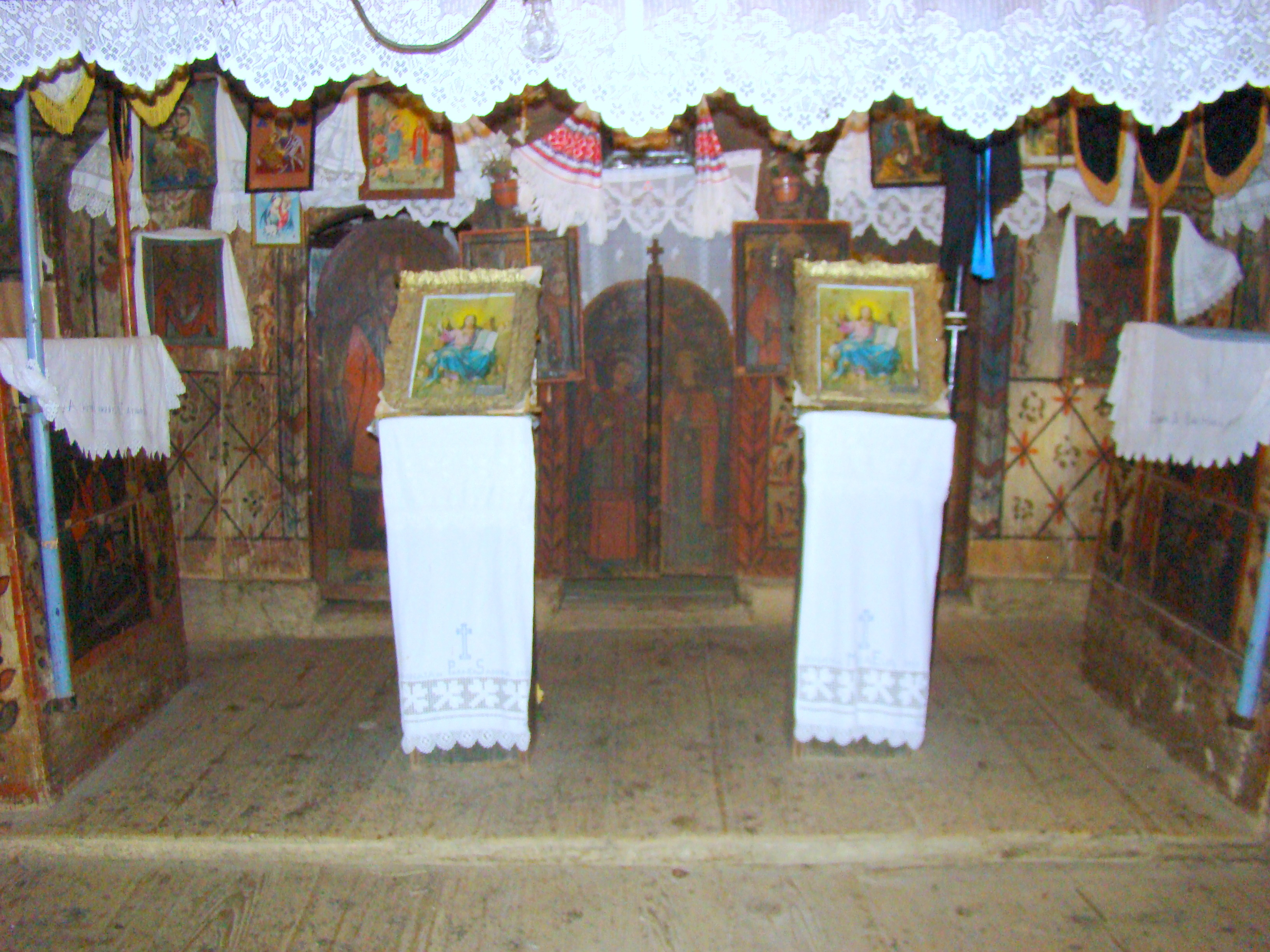
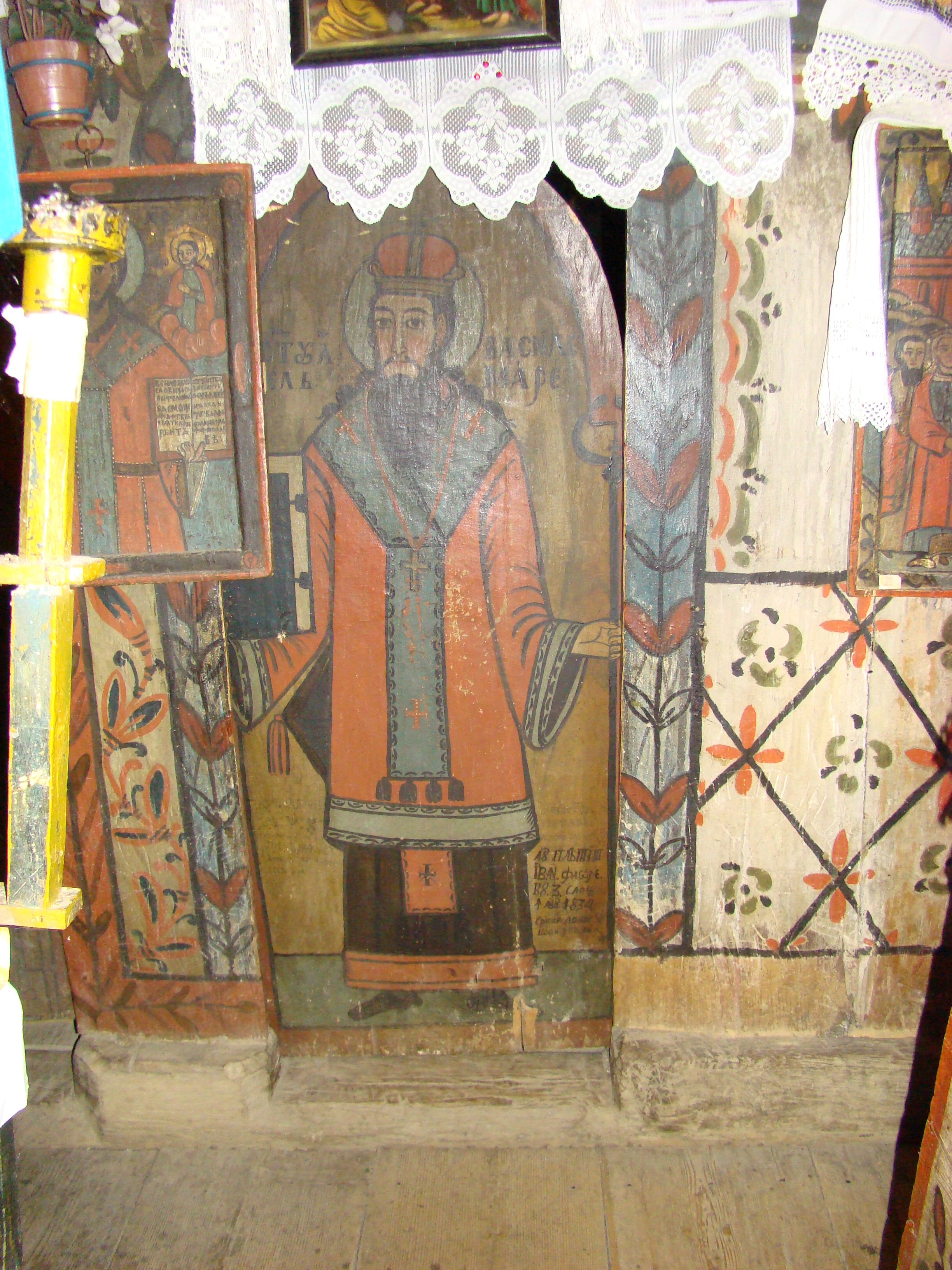
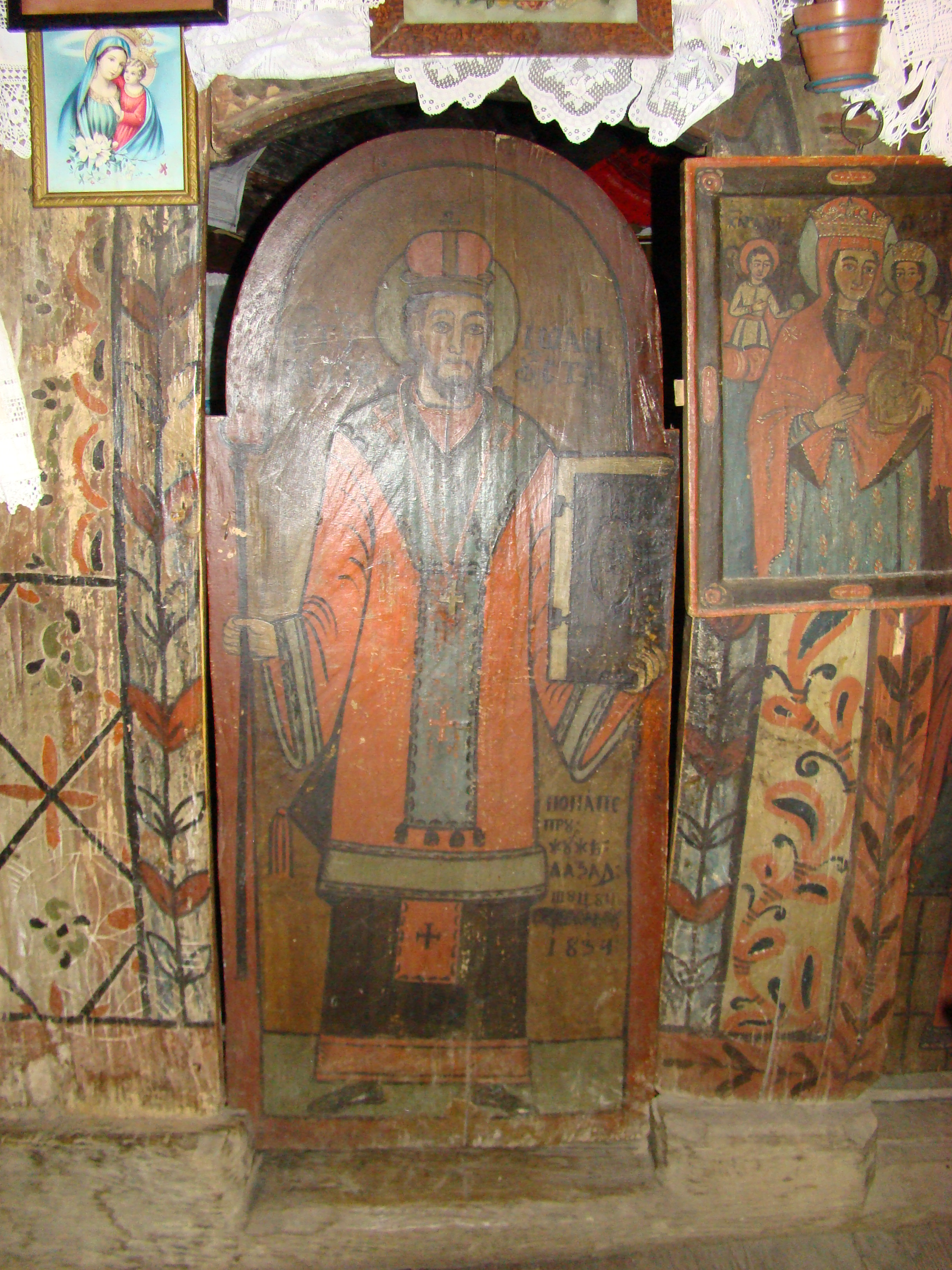
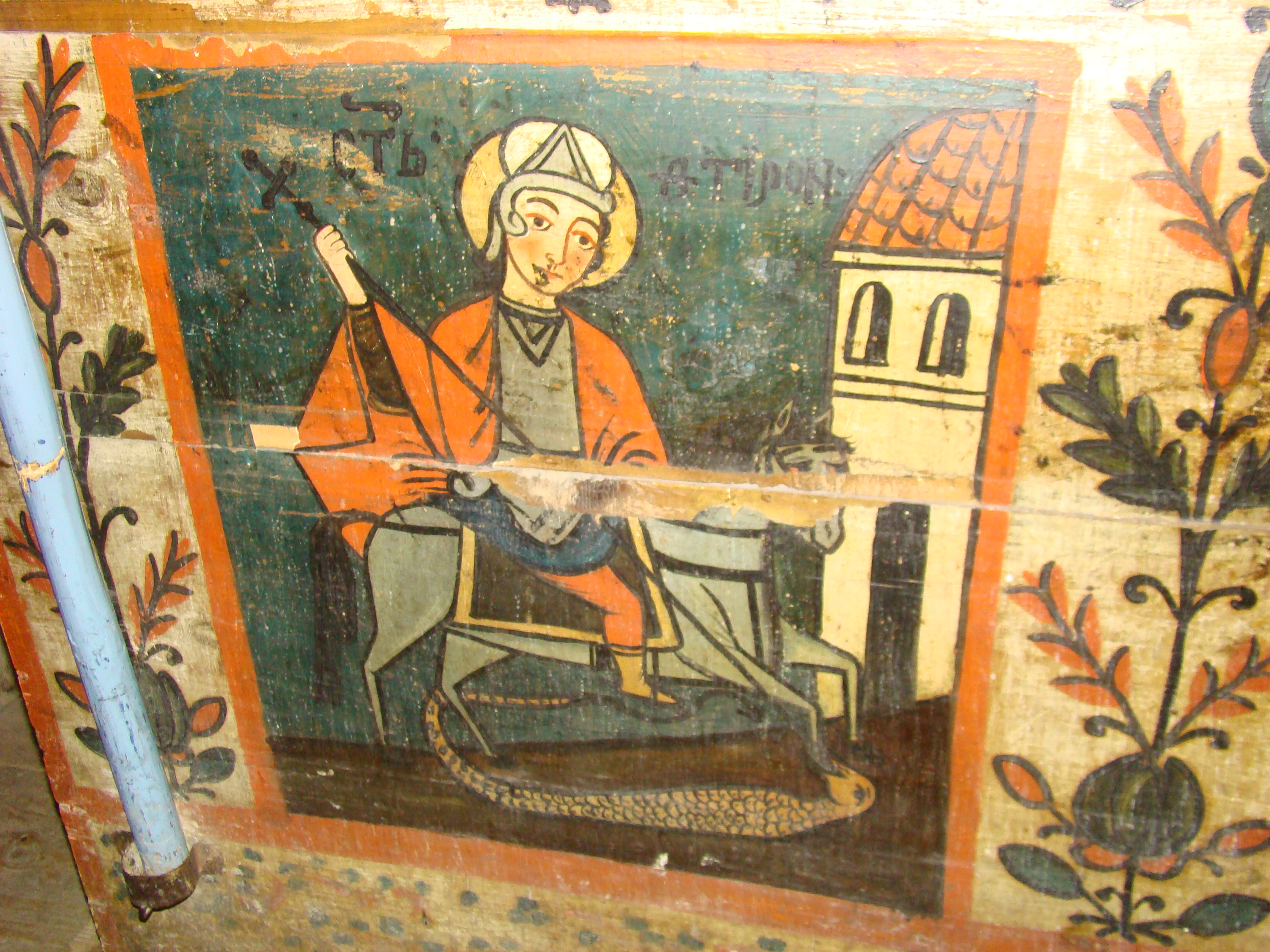
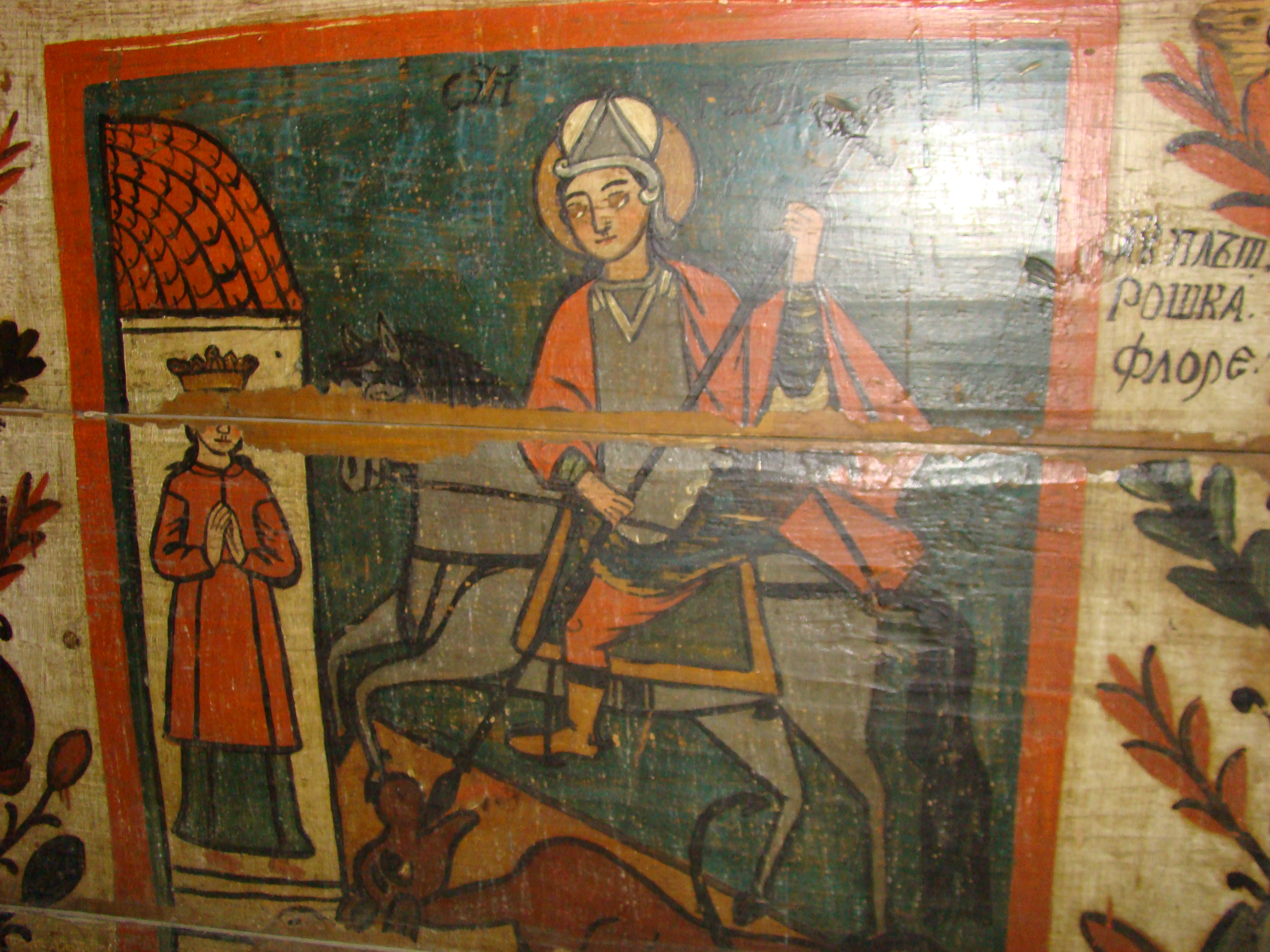
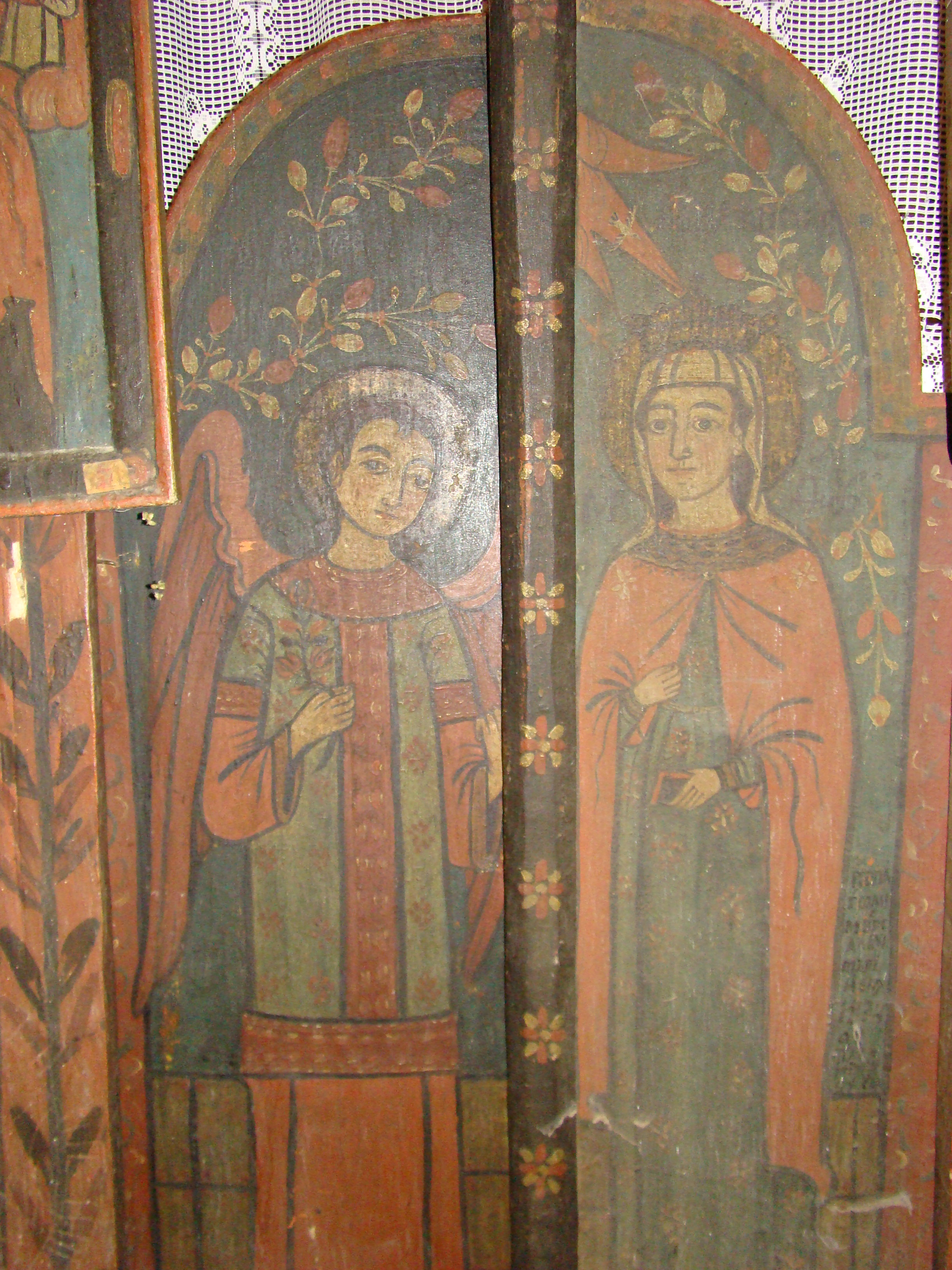
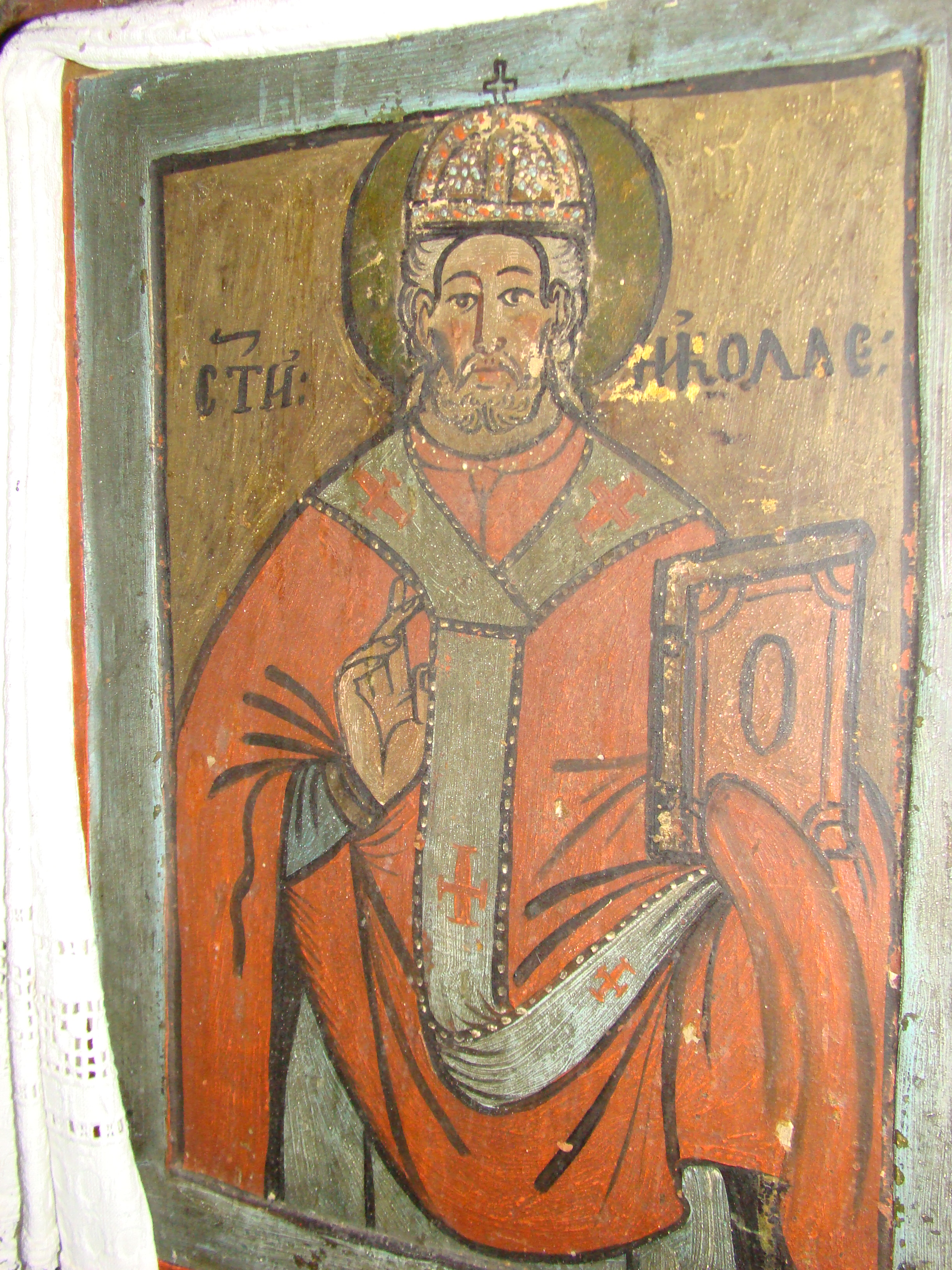
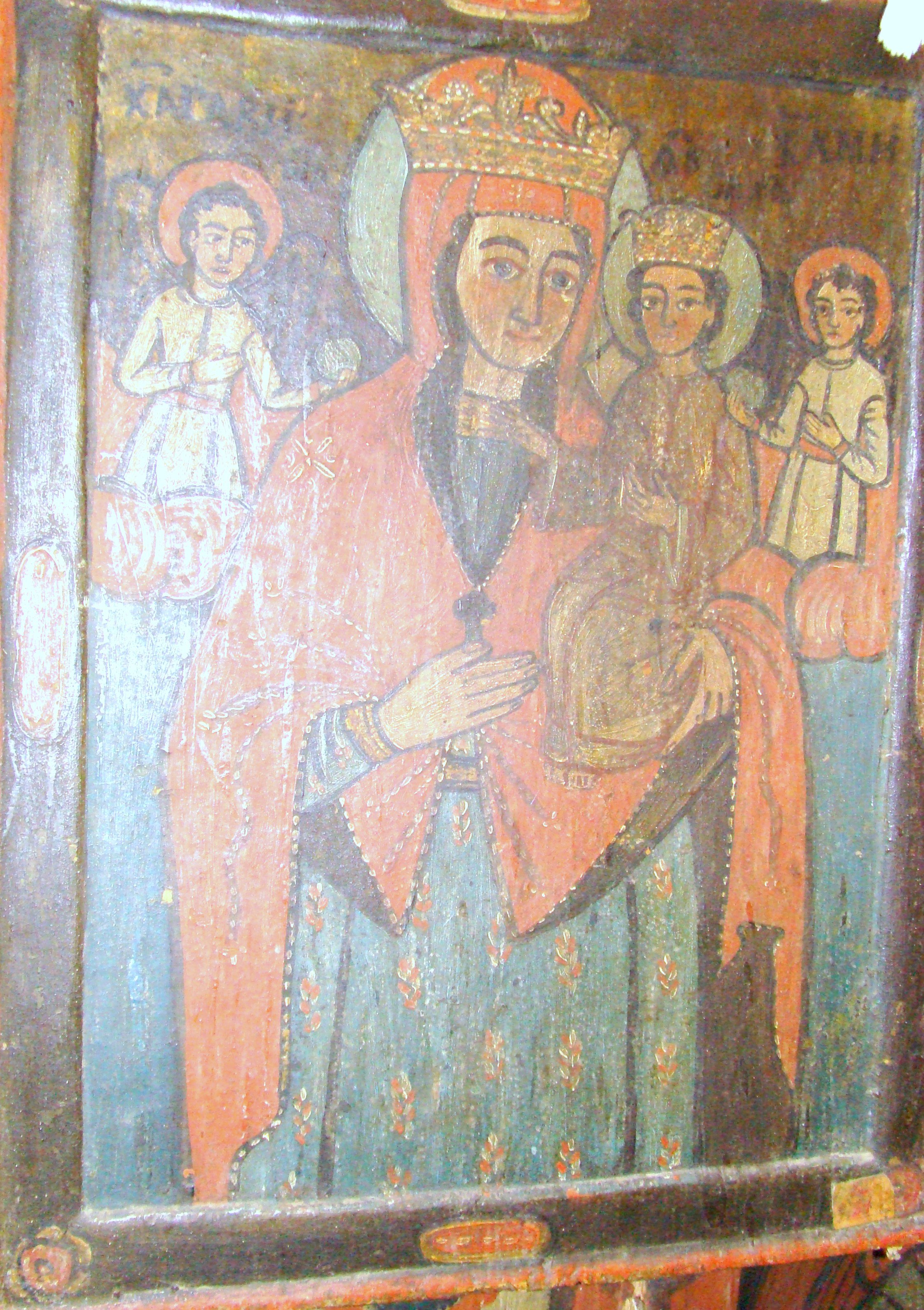
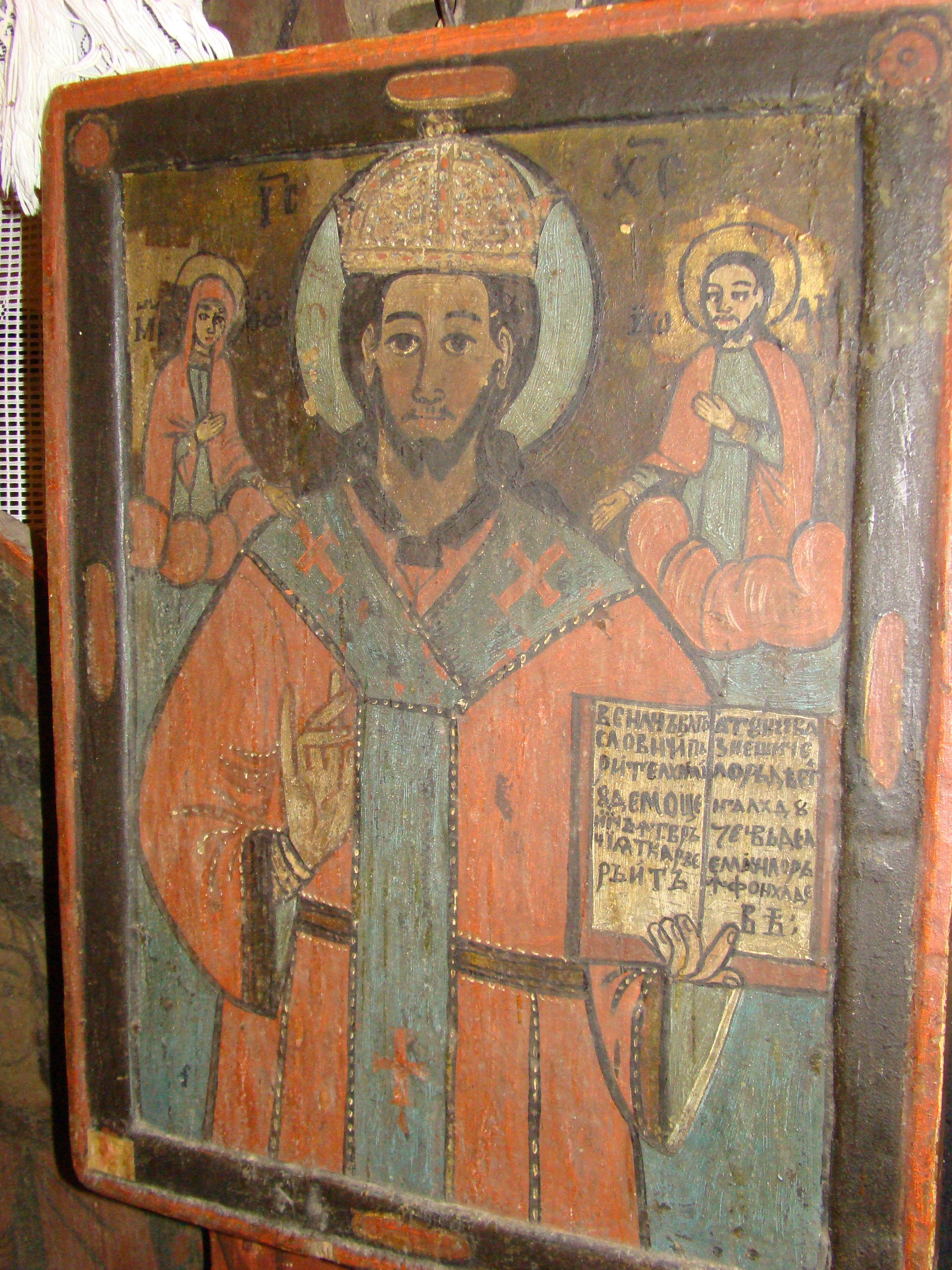
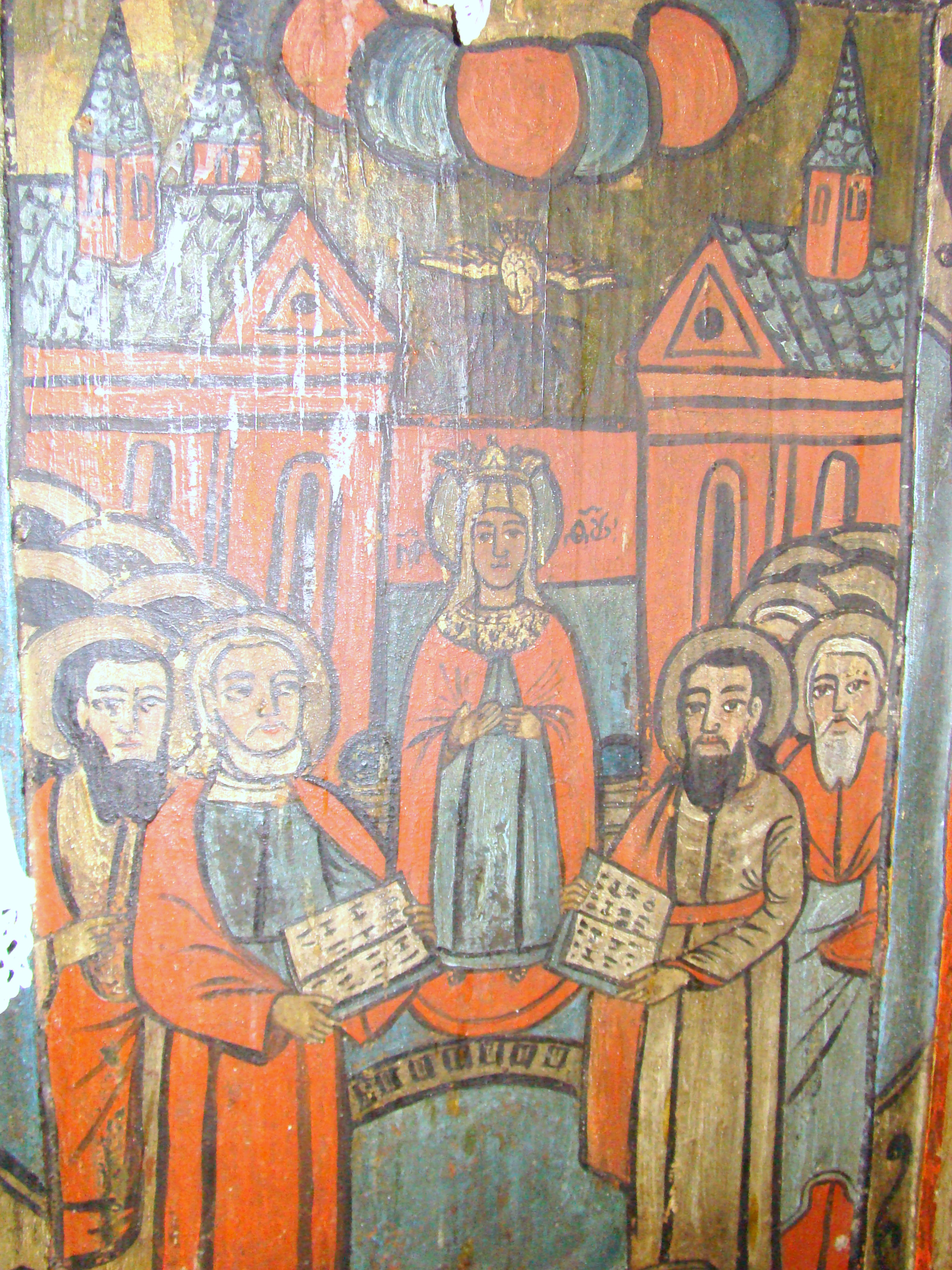
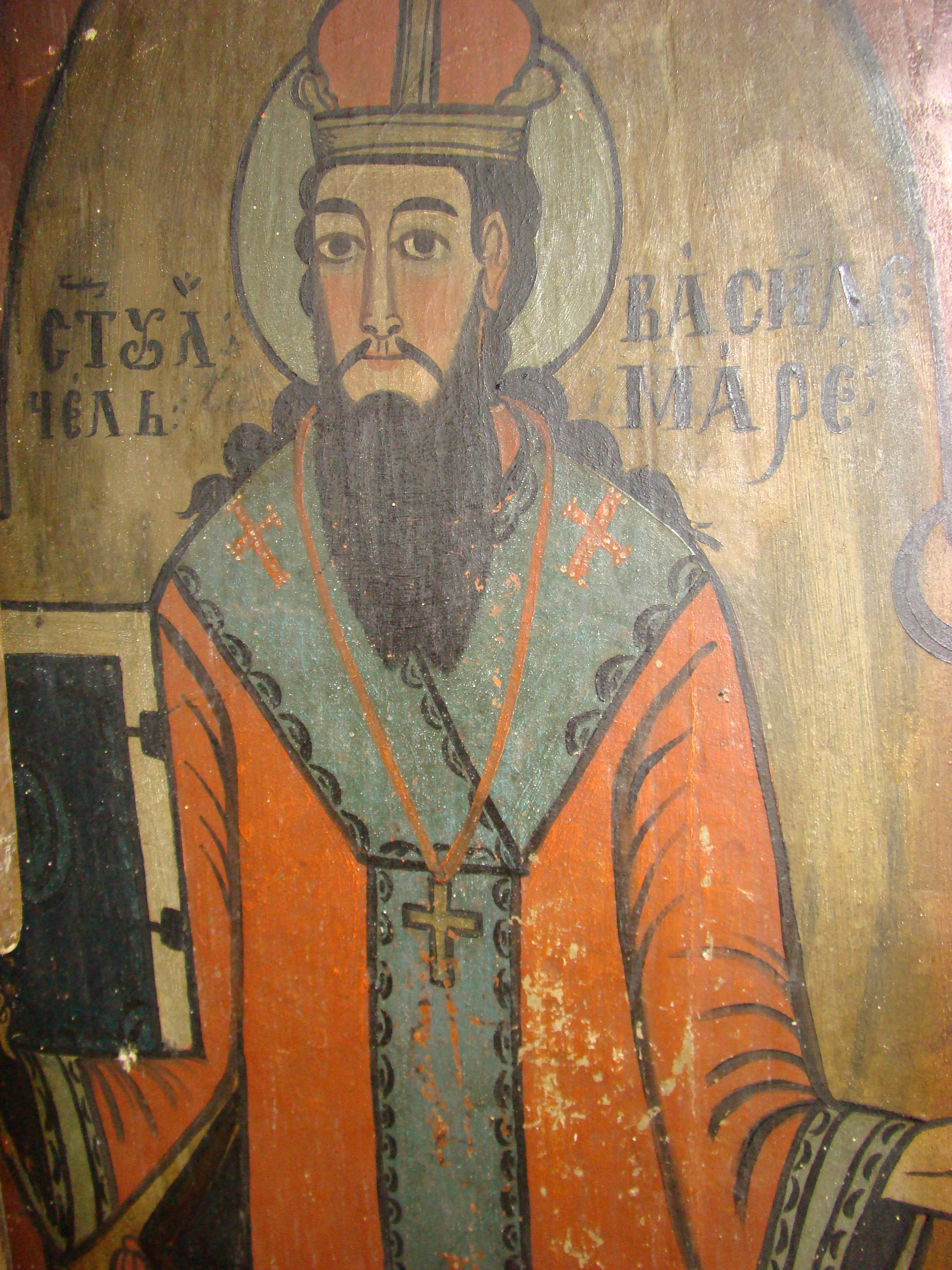
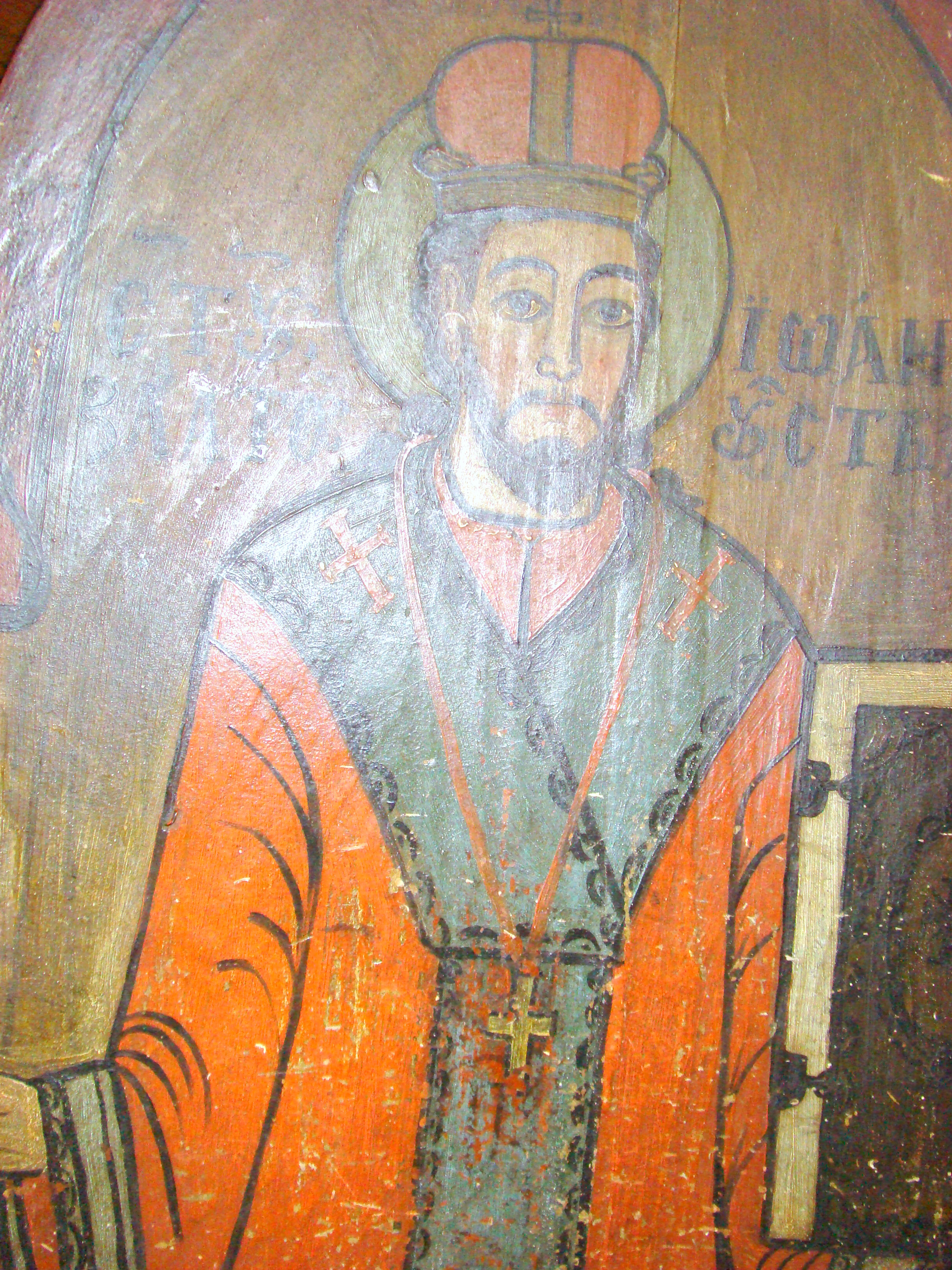
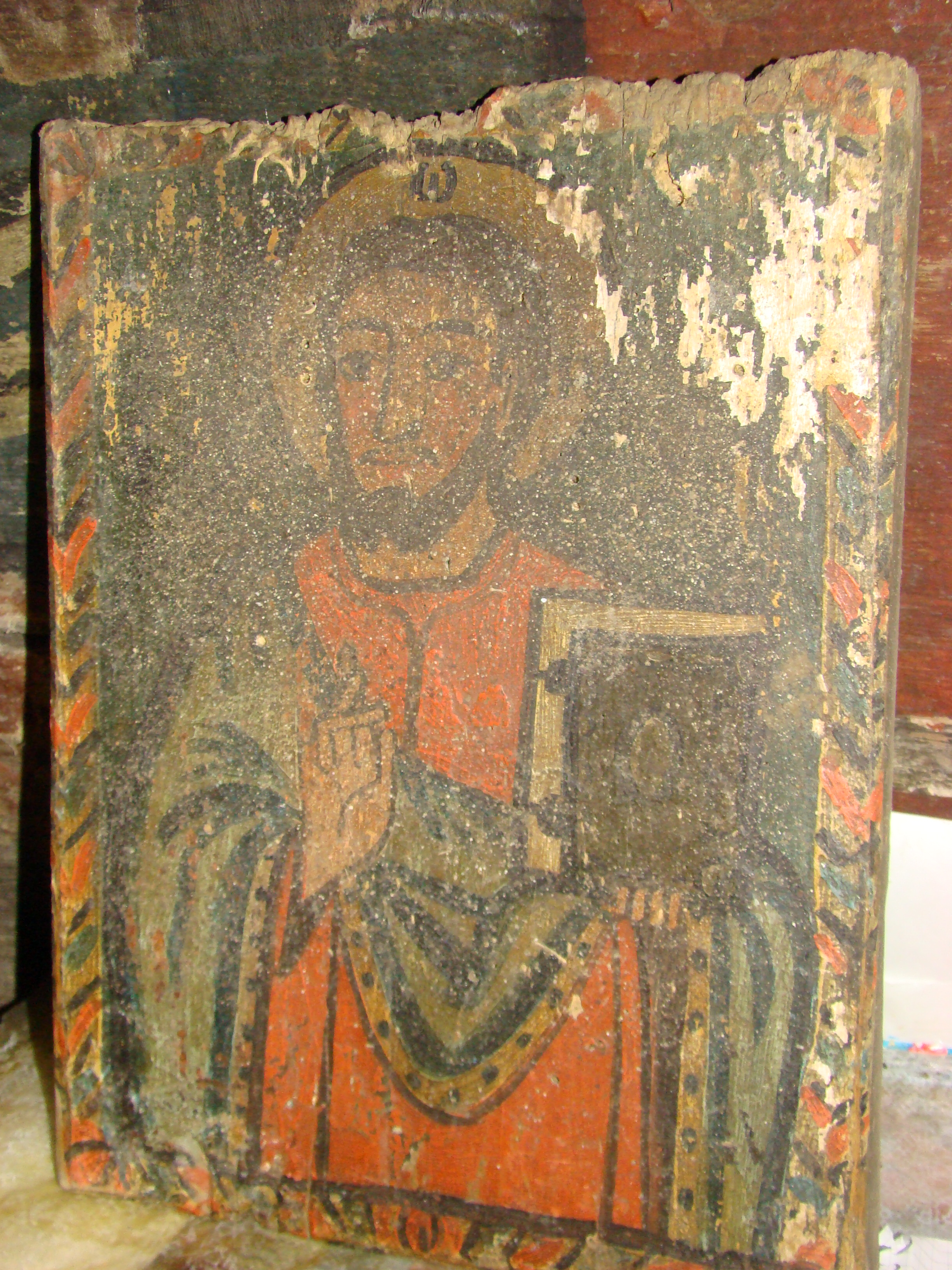
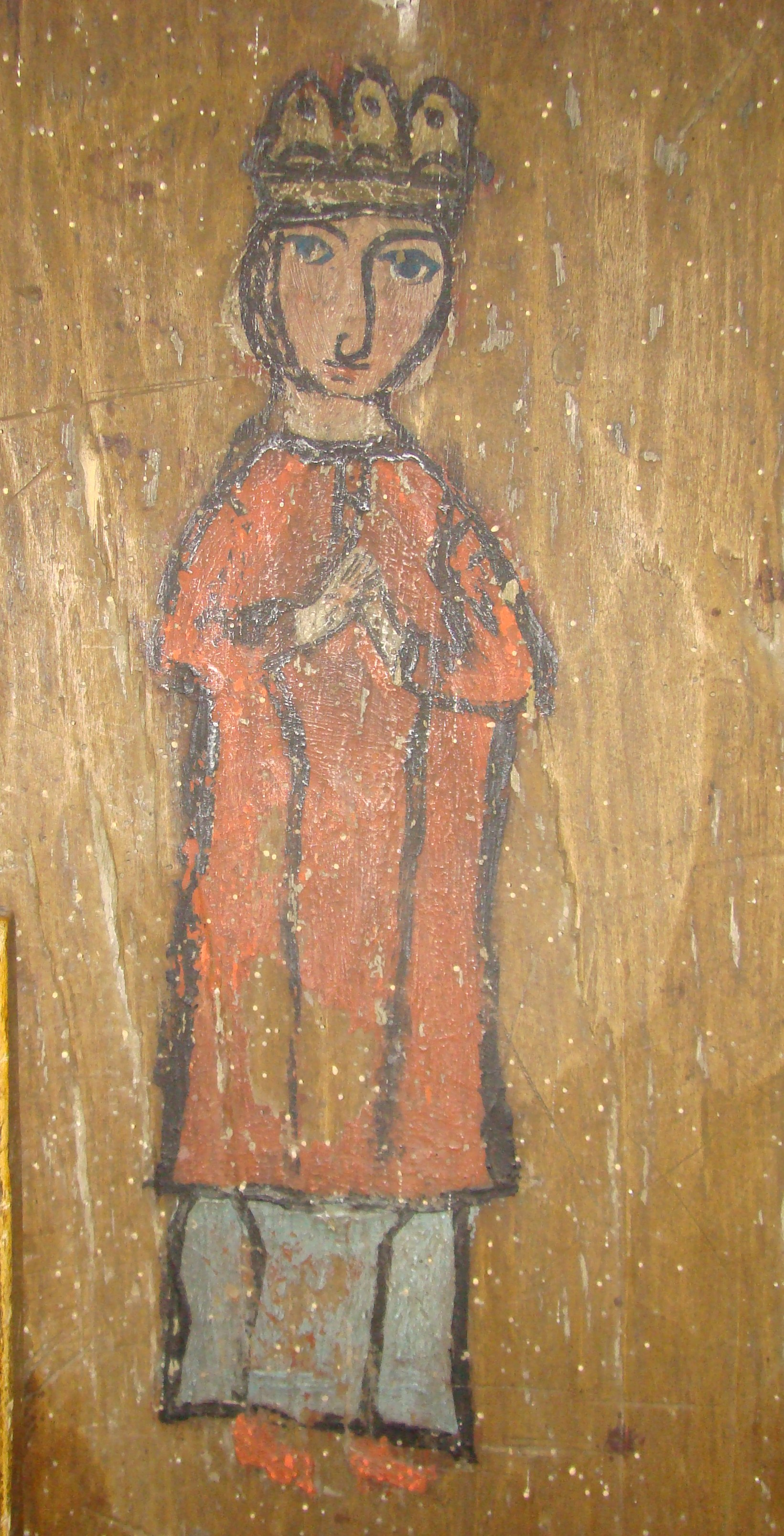
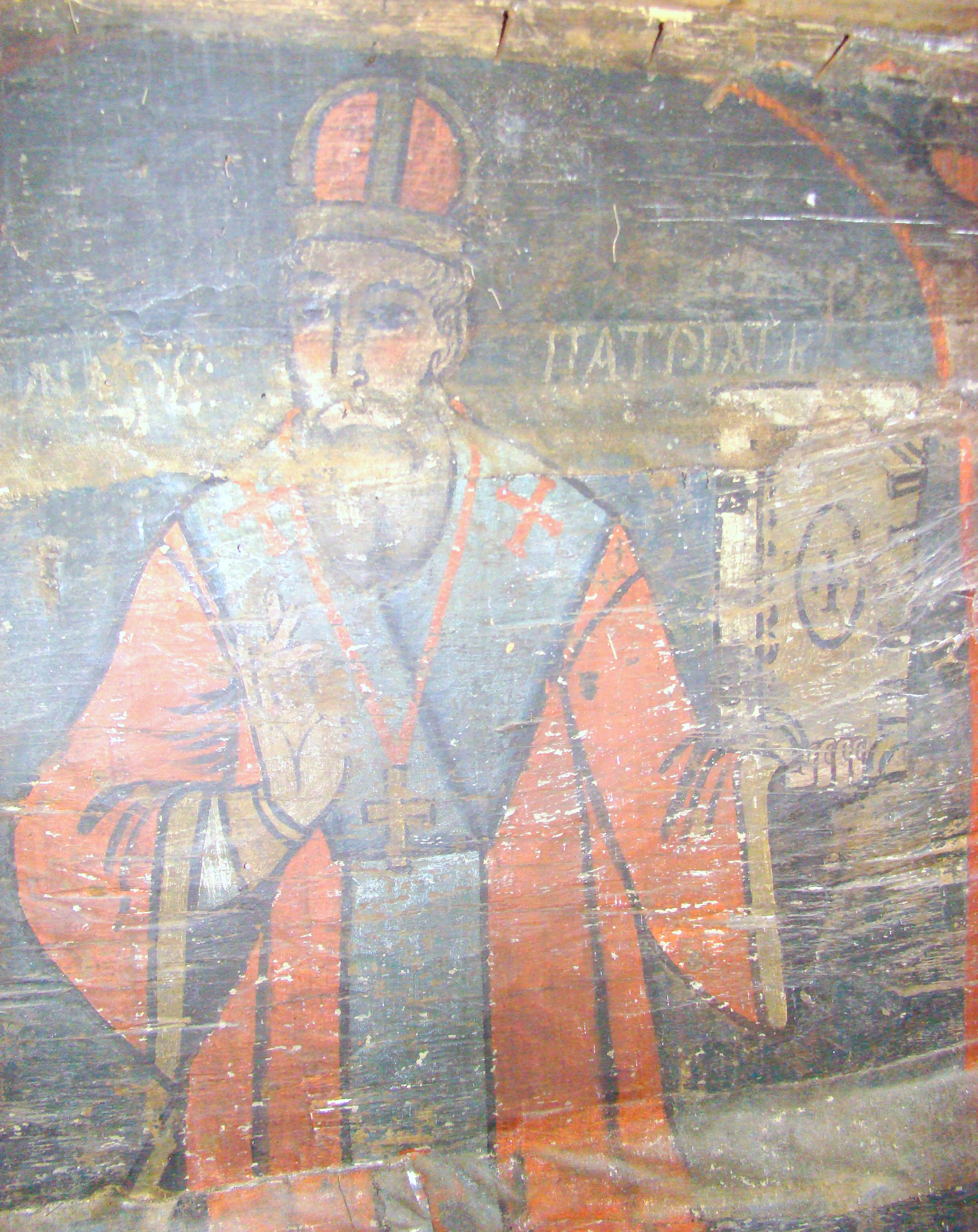
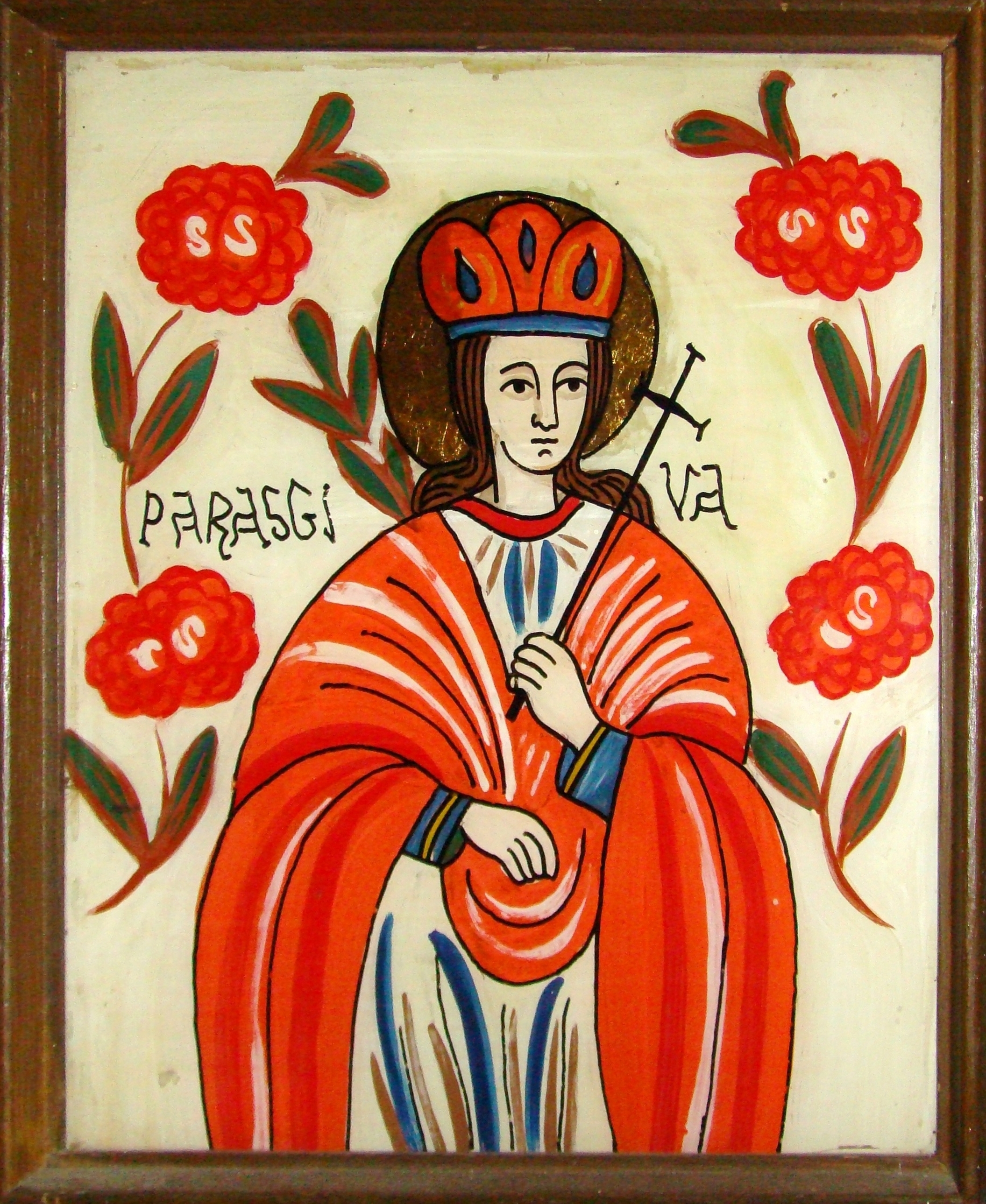
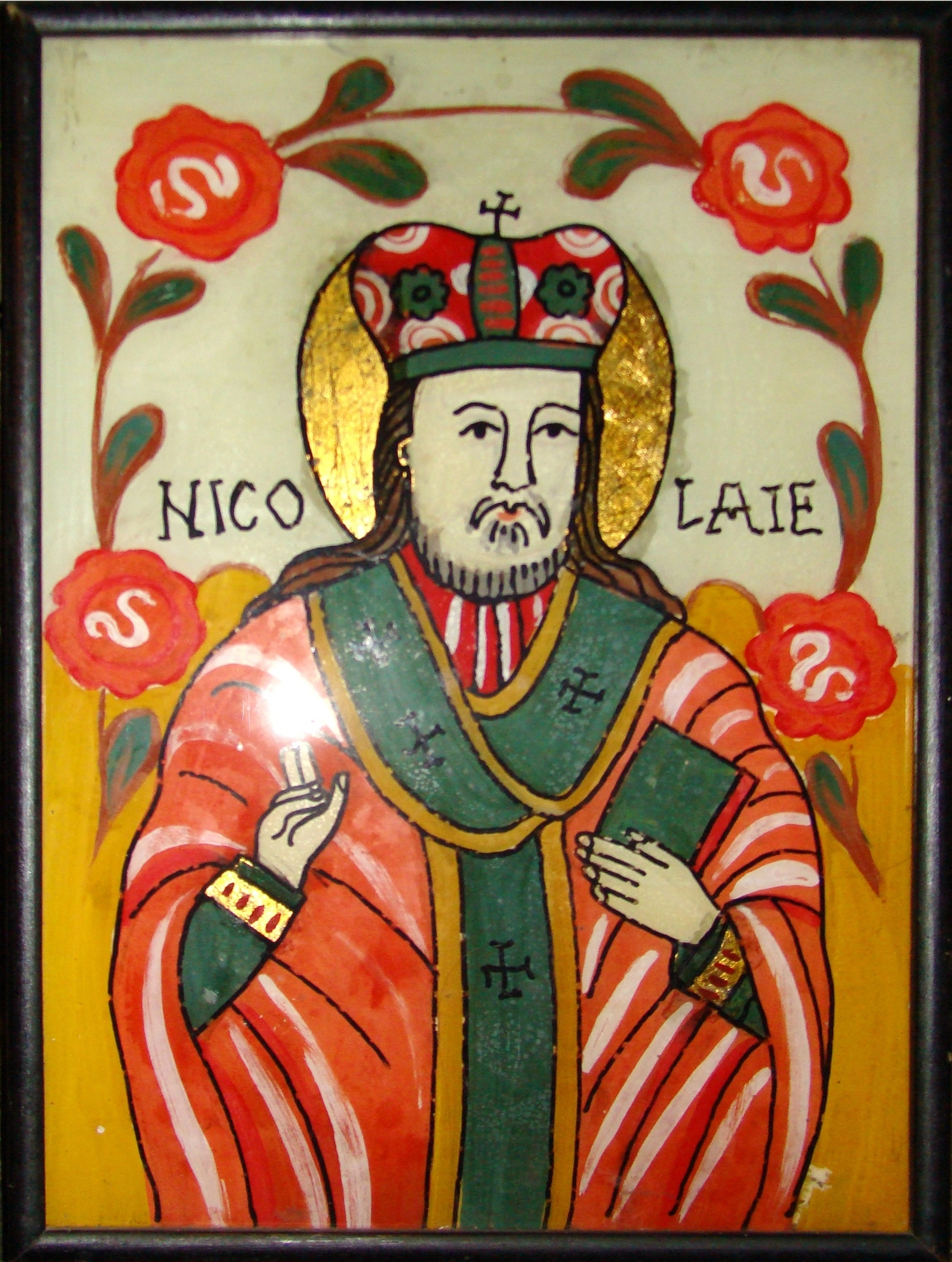
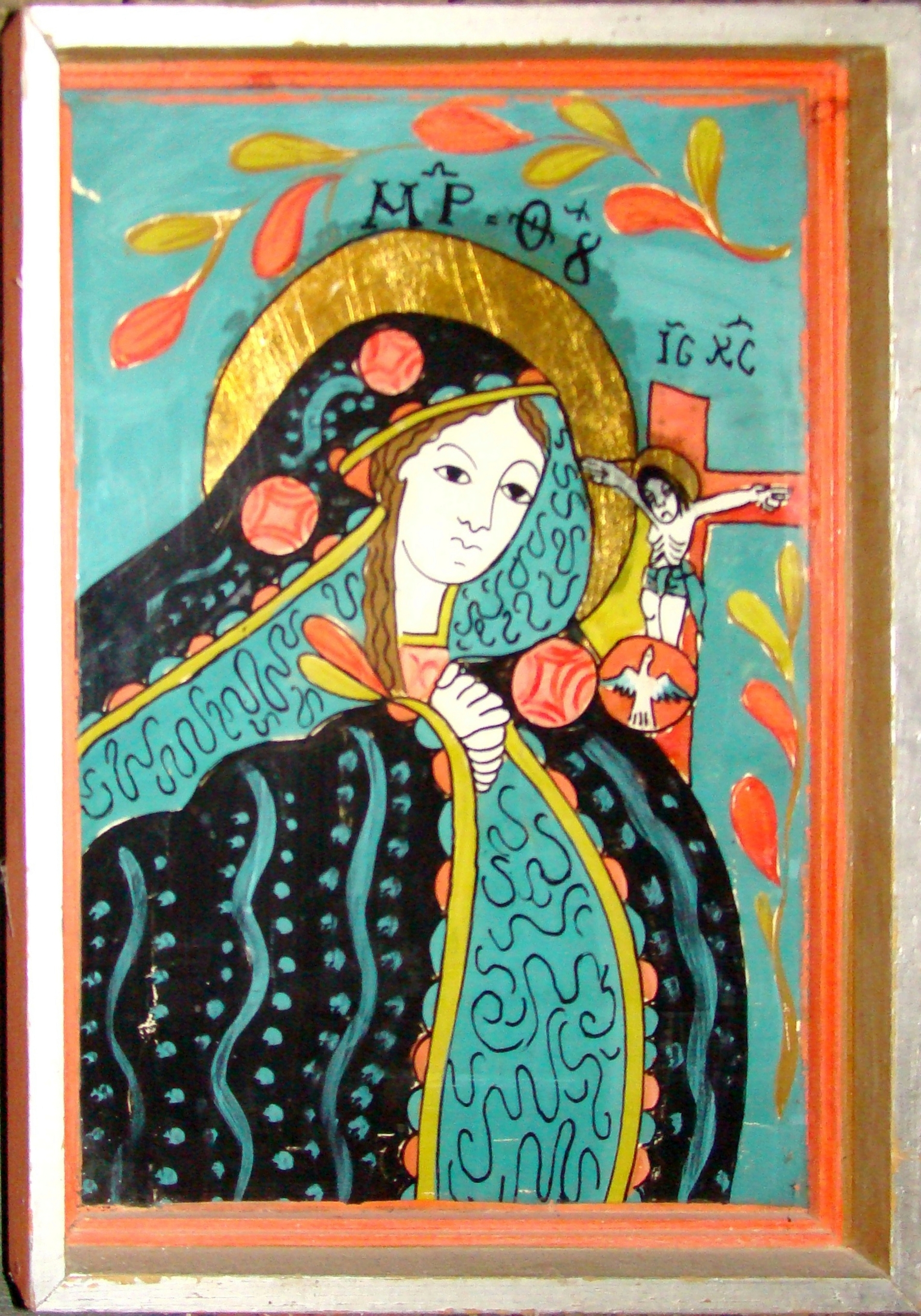
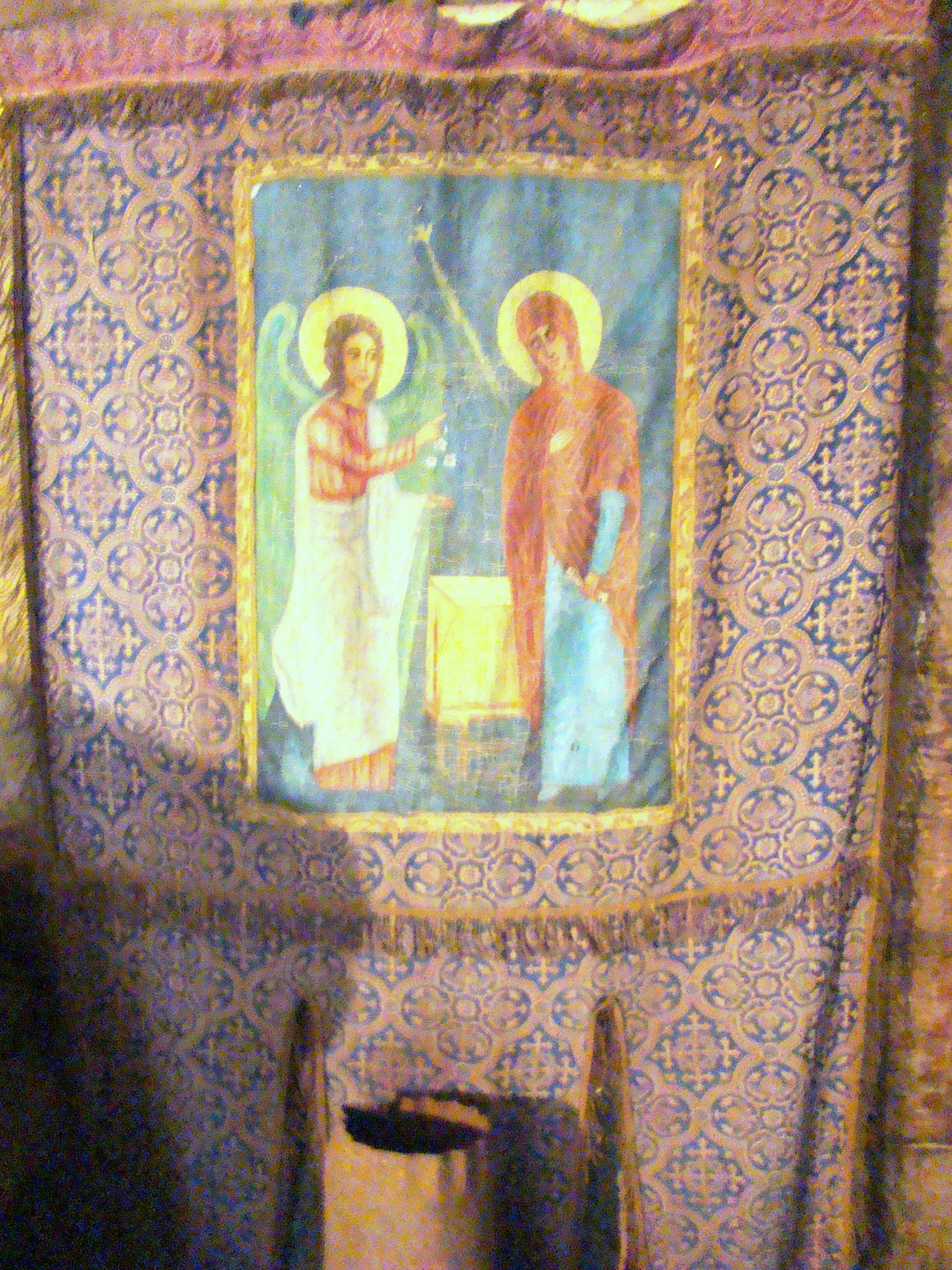

## Galerie de imagini, Biserica nouă

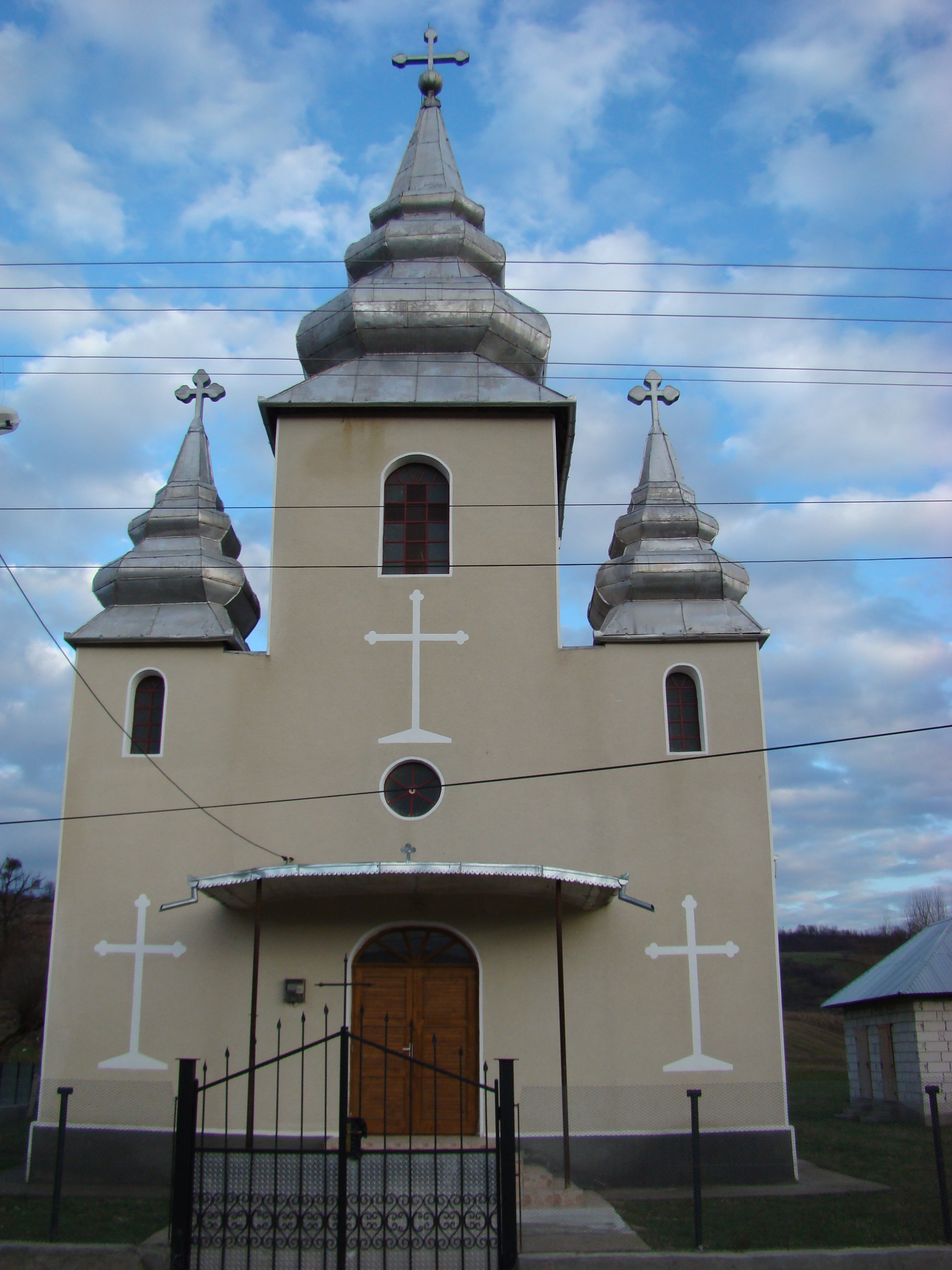
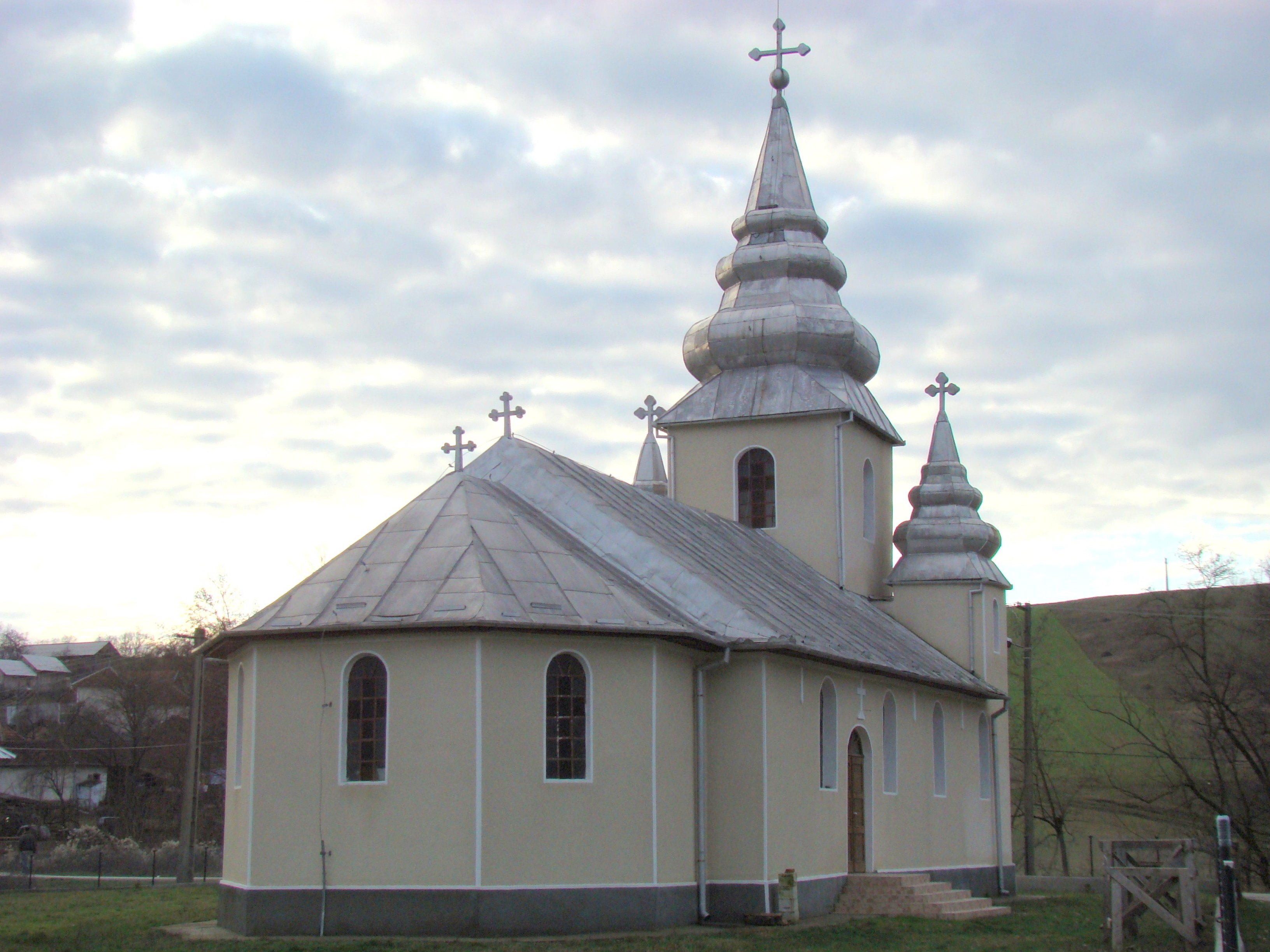
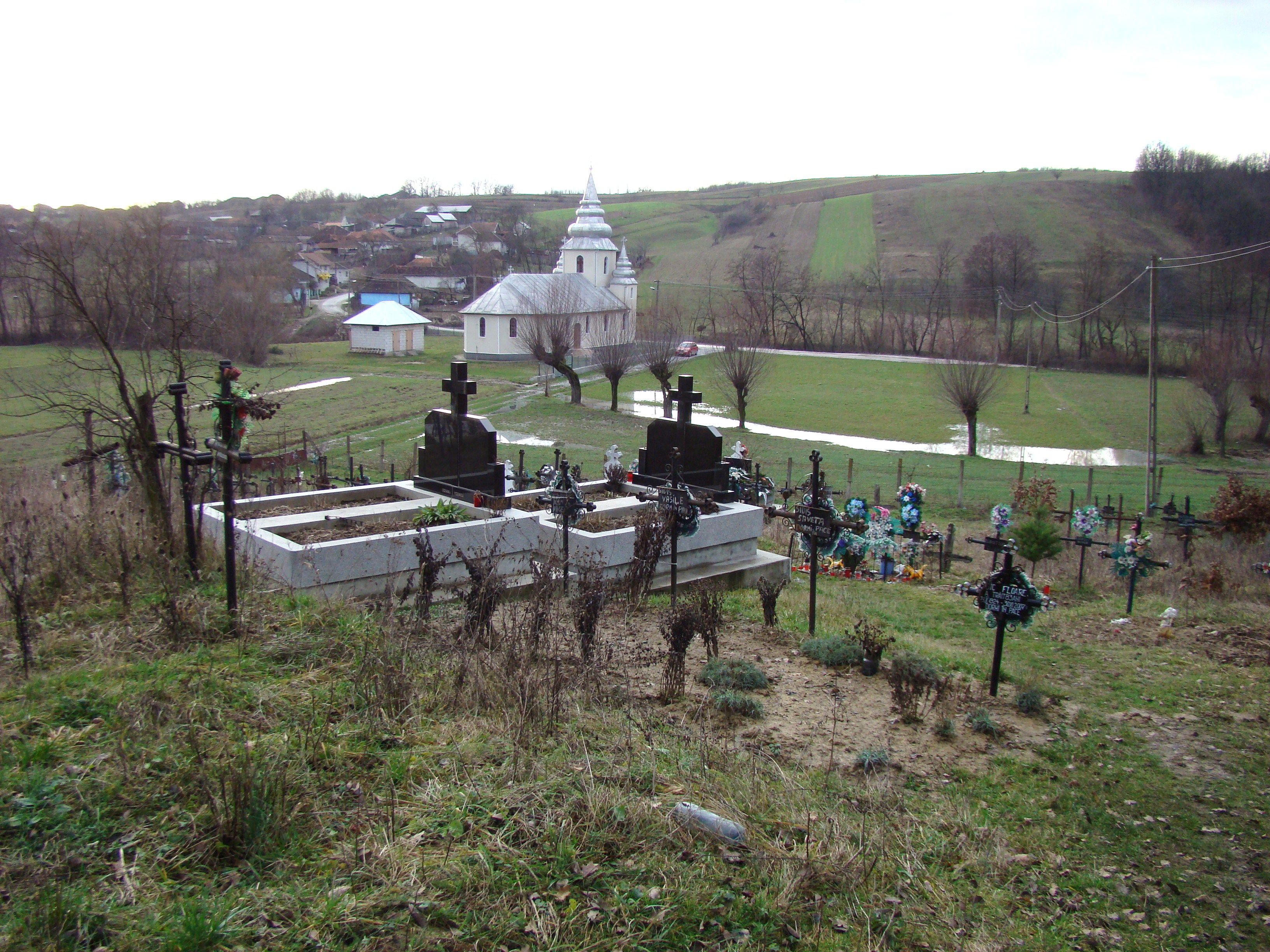
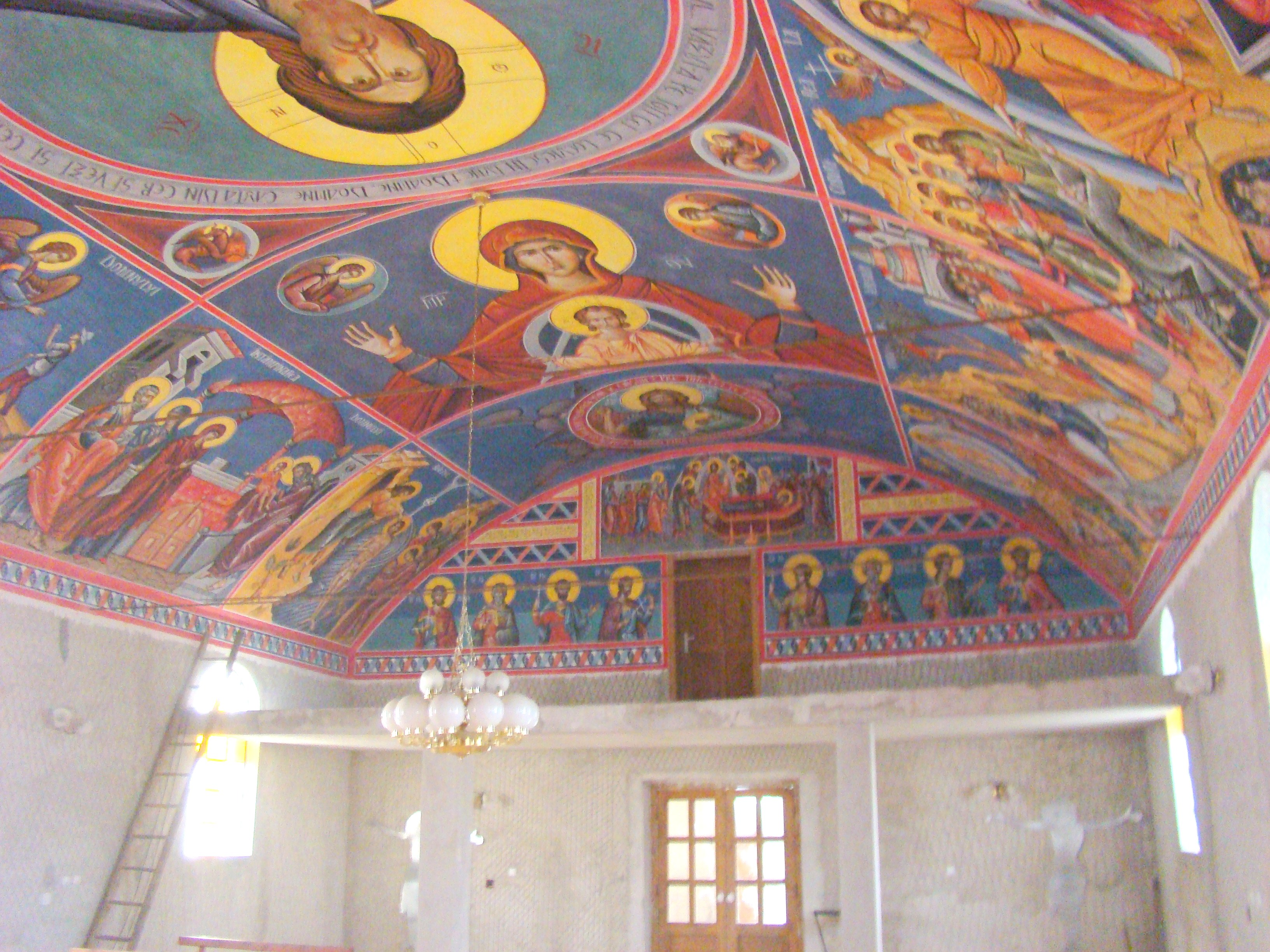
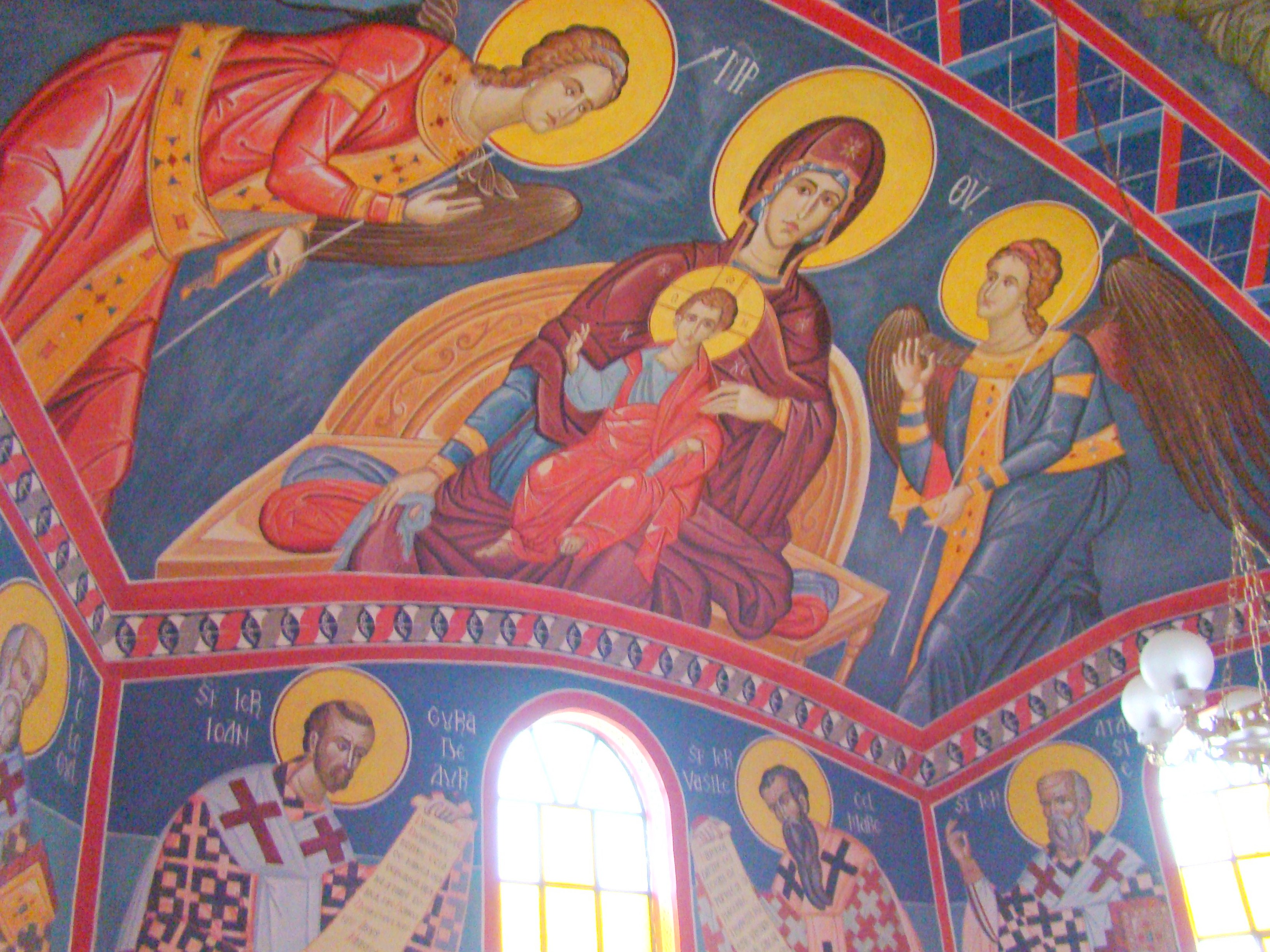
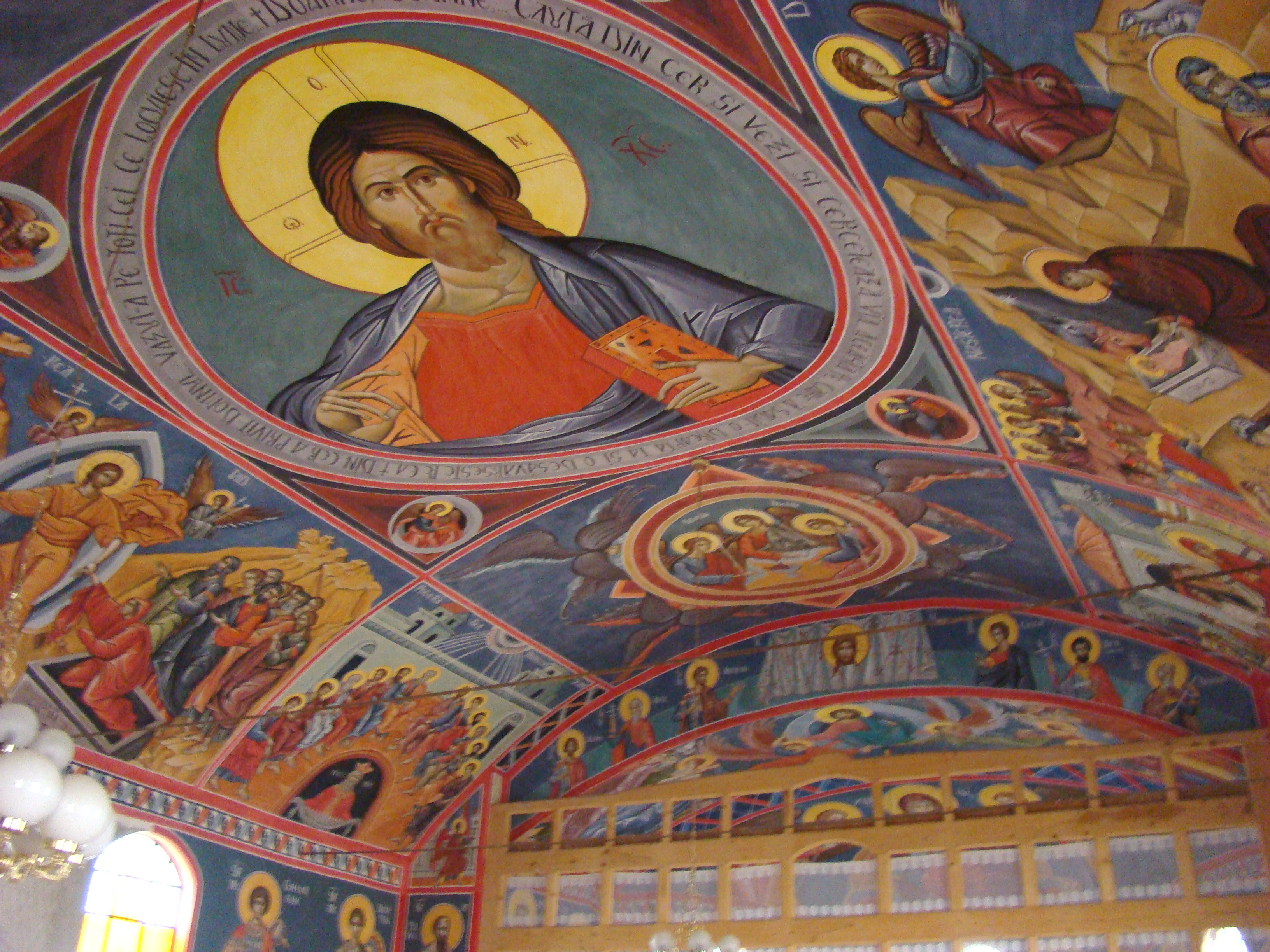